# Mehmed II.

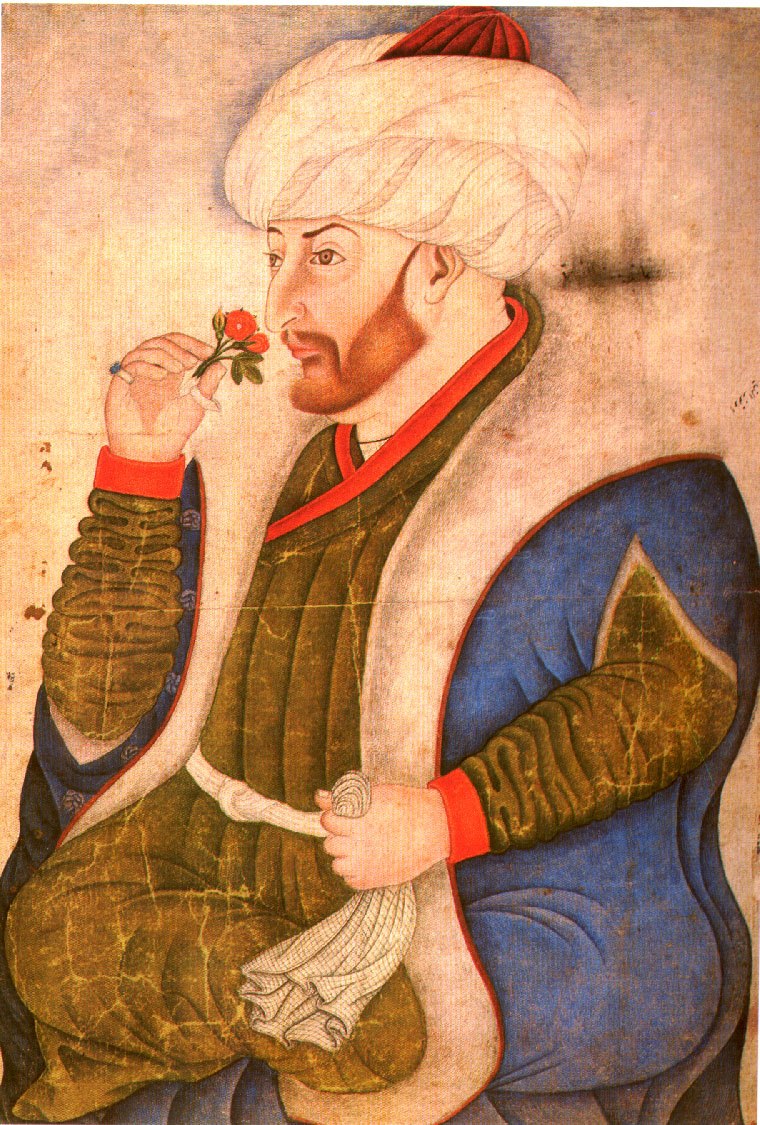
Sultan Mehmed II., Miniatur aus der zweiten Hälfte des 15. Jahrhunderts, gemalt von Sinan Bey oder seinem Schüler Şiblizâde Ahmed.

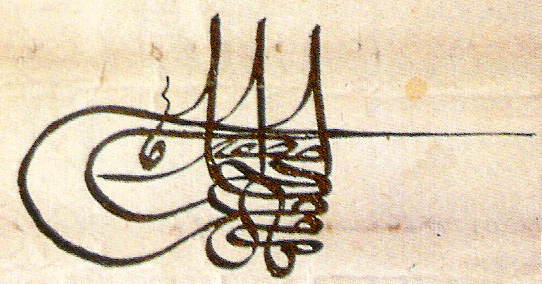
Meḥemmed b. Murād Ḫān muẓaffer dāʾimā
Tughra Mehmeds II. mit entflochtenem Schriftzug: „Meḥemmed, Sohn von Murād Ḫān, immer siegreich“.

Mehmed II. (osmanisch محمد بن مراد İA Meḥemmed b. Murād; geb. 30. März 1432 in Edirne; gest. 3. Mai 1481 bei Gebze), genannt Ebū ʾl-Fetḥ (أبو الفتح / ‚Vater der Eroberung‘) und postum Fātiḥ (فاتح / ‚der Eroberer‘), war der siebte Sultan des Osmanischen Reiches. Er regierte von 1444 bis 1446 und dann von 1451 bis zu seinem Tod 1481. Am 29. Mai 1453 eroberte er Konstantinopel und besiegelte damit das Ende des Byzantinischen Reiches. Aufgrund seiner zahlreichen Eroberungen kann er neben Osman I. als zweiter Gründer des Osmanischen Reiches bezeichnet werden, für das er die territoriale, ideologische und ökonomische Basis schuf.

## Familie
Mehmed II. wurde als vierter Sohn Sultan Murads II. am 30. März 1432 geboren. Seine Mutter Hüma Hatun war eine Sklavin unbekannter Herkunft. Die beiden älteren Halbbrüder Ahmed (* 1420) und Alâeddin Ali (* 1430) starben in den Jahren 1437 und 1443 unter ungeklärten Umständen. Die Lebensumstände der Halbbrüder namens Hasan und Orhan konnten noch nicht erforscht werden. Ein weiterer Halbbruder, der um 1450 von der Fürstentochter (İsfendiyar) Hadice Halime Hatun geborene Küçük Ahmed, wurde übereinstimmenden Berichten osmanischer Chronisten zufolge auf Befehl Mehmeds nach dessen Thronbesteigung im Jahr 1451 als Windelkind (vermutlich) von Evrenosoğlu Ali Bey im Bad erstickt. Von den Kindern Mehmeds II. sind die Söhne Bayezid, Mustafa und Cem sowie zwei von vermutlich vier Töchtern – Ayşe und Gevherhan – namentlich bekannt.
|         |         |         |         |         |         |            |            |            |            |            |            | Hüma Hatun | Hüma Hatun | Hüma Hatun | Hüma Hatun | Hüma Hatun | Hüma Hatun |            |            |            |            |            |            | Murad II. | Murad II. | Murad II. | Murad II. | Murad II. | Murad II. |       |       |  |  |              |              |              |              |              |              |  |  |       |       |       |       |       |       |  |  |       |       | Konkubinen | Konkubinen | Konkubinen | Konkubinen | Konkubinen | Konkubinen |             |             |             |             |             |             |  |  |         |         |         |         |         |         |
|         |         |         |         |         |         |            |            |            |            |            |            | Hüma Hatun | Hüma Hatun | Hüma Hatun | Hüma Hatun | Hüma Hatun | Hüma Hatun |            |            |            |            |            |            | Murad II. | Murad II. | Murad II. | Murad II. | Murad II. | Murad II. |       |       |  |  |              |              |              |              |              |              |  |  |       |       |       |       |       |       |  |  |       |       | Konkubinen | Konkubinen | Konkubinen | Konkubinen | Konkubinen | Konkubinen |             |             |             |             |             |             |  |  |         |         |         |         |         |         |
|         |         |         |         |         |         |            |            |            |            |            |            |            |            |            |            |            |            |            |            |            |            |            |            |           |           |           |           |           |           |       |       |  |  |              |              |              |              |              |              |  |  |       |       |       |       |       |       |  |  |       |       |            |            |            |            |            |            |             |             |             |             |             |             |  |  |         |         |         |         |         |         |
|         |         |         |         |         |         |            |            |            |            |            |            |            |            |            |            |            |            |            |            |            |            |            |            |           |           |           |           |           |           |       |       |  |  |              |              |              |              |              |              |  |  |       |       |       |       |       |       |  |  |       |       |            |            |            |            |            |            |             |             |             |             |             |             |  |  |         |         |         |         |         |         |
|         |         |         |         |         |         | Konkubinen | Konkubinen | Konkubinen | Konkubinen | Konkubinen | Konkubinen |            |            |            |            |            |            | Mehmed II. | Mehmed II. | Mehmed II. | Mehmed II. | Mehmed II. | Mehmed II. |           |           | Ahmed     | Ahmed     | Ahmed     | Ahmed     | Ahmed | Ahmed |  |  | Alâeddin Ali | Alâeddin Ali | Alâeddin Ali | Alâeddin Ali | Alâeddin Ali | Alâeddin Ali |  |  | Hasan | Hasan | Hasan | Hasan | Hasan | Hasan |  |  | Orhan | Orhan | Orhan      | Orhan      | Orhan      | Orhan      |            |            | Küçük Ahmed | Küçük Ahmed | Küçük Ahmed | Küçük Ahmed | Küçük Ahmed | Küçük Ahmed |  |  | Töchter | Töchter | Töchter | Töchter | Töchter | Töchter |
|         |         |         |         |         |         | Konkubinen | Konkubinen | Konkubinen | Konkubinen | Konkubinen | Konkubinen |            |            |            |            |            |            | Mehmed II. | Mehmed II. | Mehmed II. | Mehmed II. | Mehmed II. | Mehmed II. |           |           | Ahmed     | Ahmed     | Ahmed     | Ahmed     | Ahmed | Ahmed |  |  | Alâeddin Ali | Alâeddin Ali | Alâeddin Ali | Alâeddin Ali | Alâeddin Ali | Alâeddin Ali |  |  | Hasan | Hasan | Hasan | Hasan | Hasan | Hasan |  |  | Orhan | Orhan | Orhan      | Orhan      | Orhan      | Orhan      |            |            | Küçük Ahmed | Küçük Ahmed | Küçük Ahmed | Küçük Ahmed | Küçük Ahmed | Küçük Ahmed |  |  | Töchter | Töchter | Töchter | Töchter | Töchter | Töchter |
|         |         |         |         |         |         |            |            |            |            |            |            |            |            |            |            |            |            |            |            |            |            |            |            |           |           |           |           |           |           |       |       |  |  |              |              |              |              |              |              |  |  |       |       |       |       |       |       |  |  |       |       |            |            |            |            |            |            |             |             |             |             |             |             |  |  |         |         |         |         |         |         |
|         |         |         |         |         |         |            |            |            |            |            |            |            |            |            |            |            |            |            |            |            |            |            |            |           |           |           |           |           |           |       |       |  |  |              |              |              |              |              |              |  |  |       |       |       |       |       |       |  |  |       |       |            |            |            |            |            |            |             |             |             |             |             |             |  |  |         |         |         |         |         |         |
| Bayezid | Bayezid | Bayezid | Bayezid | Bayezid | Bayezid |            |            | Mustafa    | Mustafa    | Mustafa    | Mustafa    | Mustafa    | Mustafa    |            |            | Cem        | Cem        | Cem        | Cem        | Cem        | Cem        |            |            | Töchter   | Töchter   | Töchter   | Töchter   | Töchter   | Töchter   |       |       |  |  |              |              |              |              |              |              |  |  |       |       |       |       |       |       |  |  |       |       |            |            |            |            |            |            |             |             |             |             |             |             |  |  |         |         |         |         |         |         |

Da in den Quellen nichts über eine persönliche Bindung Mehmeds an die nicht standesgemäßen Konkubinen seines Harems berichtet wird, erscheinen nur die Mütter seiner Söhne erwähnenswert, nämlich Gülbahar Hatun als Bayezids Mutter, Gülşah Hatun als Mustafas Mutter und Çiçek Hatun als Cems Mutter. Eine regelrechte, standesgemäße Ehe musste Mehmed nach dem Beschluss seines Vaters aus machtpolitischen Gründen im Jahre 1449 mit Sitti Hatun eingehen, einer Tochter des türkmenischen Dynasten Dulkadiroğlu Süleyman Bey aus Elbistan. Dieser Verbindung entstammen keine Kinder. Sitti Hatun blieb beim Umzug von Mehmeds Harem nach Konstantinopel von ihm unbeachtet in Edirne zurück, wo sie 1467 starb.
Dass der in europäischen, nicht dagegen in osmanischen Quellen bezeugte und beschriebene, angebliche Thronanwärter Bayezid Osman (auch Calixtus Ottomanus und Turchetto), der als Kind in Konstantinopel und als Jugendlicher in Italien erzogen wurde, auch ein Sohn Murads II. und damit ein Halbbruder Mehmeds war, lässt sich nicht beweisen. Bayezid Osman wurde von Päpsten, Königen und Kaisern über Jahrzehnte als möglicher Sultan nach einem erhofften Sieg über Mehmed II. unterhalten und gefördert, nach Mehmeds Tod aber vernachlässigt. Sein Siegel trug die Bezeichnung „Bajsit Ottman Tvrcorum Imperator“ und einen Halbmond mit vier Sternen. Er starb unbeachtet im Jahre 1496.
Ob der in Konstantinopel von Konstantin XI. betreute und von Mehmed II. finanzierte Prinz Orhan, der sich als Anwärter auf den Thron des Sultans bezeichnete, tatsächlich ein Enkel Bayezids I. war und damit der Onkelgeneration Mehmeds angehörte, ist ungeklärt. Er starb im Verlauf der Eroberung Konstantinopels. Unklar ist, ob er sich aus Verzweiflung und Resignation von den Stadtmauern in den Tod stürzte oder ihn Soldaten auf der Flucht ergriffen und hinrichteten. Fest steht jedenfalls, dass sein abgetrenntes Haupt dem Sultan überbracht worden ist.

## Ausbildung

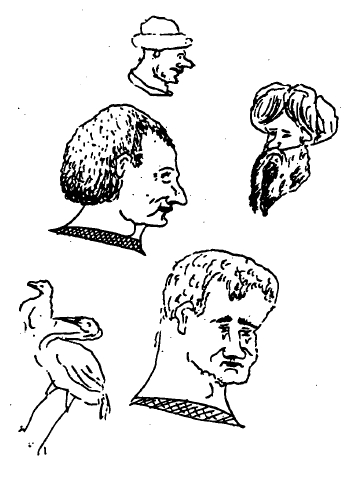
Vermutlich eigenhändige Zeichnungen in italienischer Manier aus einem Schulheft Mehmeds

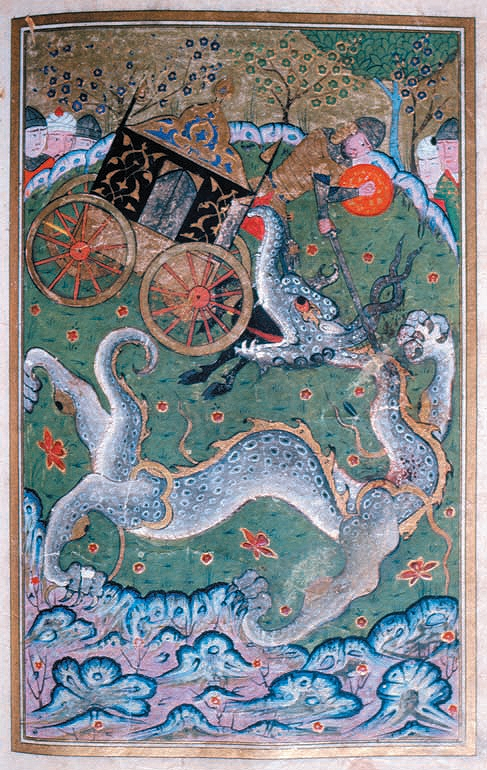
İskender (Alexander) tötet den Drachen in Sind, Miniatur aus einer Kopie von Ahmedîs Alexanderbuch (İskender-nāme), das Mehmed sich schon als Kind vorlesen ließ. Gemalt in Edirne, Mitte des 15. Jahrhunderts, gibt die Kopie einen Hinweis für ein Skriptorium Mehmeds II.

Dem Kind Mehmed wird ein ungestümer und aufbegehrender Sinn zugeschrieben. Er weigerte sich zu gehorchen und Belehrungen anzunehmen. Lehrerfolge blieben zunächst gering. Vor allem die Unterrichtung in Glaubensfragen und in der Koranlesung fruchtete kaum. Daher gab Murad II. seinen Sohn in die Obhut von Molla Ahmed Gürânî, der in Kairo Rechtswissenschaft und Korankunde studiert hatte. Ihm soll Murad II. sogar ein Züchtigungsrecht erteilt haben, das Gürânî auch ausübte. Als weiterer Erzieher wird Molla Hamideddin, späterer Professor in Bursa und Istanbul, genannt.
Bereits 1437 soll Mehmed nach dem Tod seines Halbbruders Ahmed als Prinz-Gouverneur (Çelebi Sulṭān) von Amasya eingesetzt worden sein. Sicher hingegen ist, dass er im Frühling des Jahres 1443, begleitet von seinen Lālā Kassabzâde Mahmud und Nişancı İbrahim b. Abdullah Bey, als Statthalter nach Manisa (Sandschak Ṣaruḫān) geschickt wurde.
Der Tod des Prinzen Alâeddin Ali im Jahr 1443 versetzte Mehmed als Elfjährigen in die Rolle des Thronfolgers. Er wurde nach Edirne an die Seite seines Vaters geholt, um in die Regierungsgeschäfte Einblick zu bekommen. Mit der Einsetzung als Sultan 1444 bekam er die beiden Lālā Zağanos und Nişancı İbrahim, den Beylerbey von Rumelien Hadım Şehabeddin Pascha sowie den Großwesir Çandarlı II. Halil Pascha und den Heeresrichter Molla Hüsrev zugeordnet. Während Zağanos, İbrahim und der Hämling (ḫādim) Şehâbeddin eher kriegstreiberischen Einfluss nahmen, versuchte der Großwesir mäßigend auf Mehmed einzuwirken, der sich schon in dieser Zeit die Eroberung Konstantinopels zum Ziel gesetzt hatte, angeregt von der Lektüre legendenhafter, türkisch und arabisch abgefasster Viten Alexanders des Großen und Cäsars. Zwischen Mehmed und dem Großwesir ergaben sich immer wieder ernste Konflikte, unter anderem, weil sich Mehmed, wie italienische und osmanische Quellen berichten, 1444 vom Gedankengut eines persischen, namentlich unbekannten Sendboten der Ḥurūfī-Sekte beeinflussen ließ, der eine Aussöhnung von Islam und Christentum im Sinne des Scheichs Bedreddin propagierte. Die Auseinandersetzung zwischen Mehmed auf der einen und Halil Pascha und dem Mufti Fahreddin auf der anderen Seite endete mit der Hinrichtung des von Mehmed begünstigten Sendboten. Durch diesen Vorgang wird Mehmeds Hinneigung zu heterodoxen religiösen Meinungen bestätigt, die lebenslang bestehen blieb und Mehmeds religiöse Unterrichtserfolge infrage stellte.
Mehmeds Ausbildung dienten auch seine betreuten Statthalterschaften und seine Teilnahme an den Kriegszügen seines Vaters, nachdem dieser 1446 das erste Sultanat Mehmeds beendet hatte.
Weitgehenden Einfluss als Lehrer und Berater übte der – auch von Murad II. geschätzte – islamische Gelehrte und Heiler Scheich Akşemseddin spätestens seit 1451 auf Mehmed aus. Er motivierte und unterstützte den Sultan in seinem Vorhaben, Konstantinopel zu erobern. Seiner Meinung nach hatten Mehmed und die Osmanische Armee das Potenzial, die vom Propheten Mohammed einem Hadith zufolge gelobten Akteure dieser Eroberung zu sein. Der Hadith lautet:

«لتفتحن القسطنطينية فلنعم الأمير أميرها ولنعم الجيش ذلك الجيش»

„la-tuftaḥanna l-Qusṭanṭīniyya fa-la-niʿma l-amīru amīruhā wa-la-niʿma l-ǧaišu ḏālika l-ǧaišu“

„Wahrlich, Konstantinopel wird erobert. Wie vortrefflich ist der Befehlshaber, der Befehlshaber [von Konstantinopel]! Und wie vortrefflich ist das Heer, jenes Heer [das Konstantinopel erobert]!“

## Mehmeds Weg zur Macht
Als sich Murad II. in der Zeit um den 1. September 1444 vom Sultanat zurückzog, berief er Mehmed, der schon seit dem Frühjahr 1444 bei ihm in Edirne weilte und in die Regierungsgeschäfte Einblick nehmen konnte, zum Reichsstatthalter Rumeliens mit Sitz in Edirne und gebot in einer Erklärung vor den Kapıkulu und Paschas in der Ebene von Mihalıç, künftig seinen Sohn Mehmed als Padischah zu betrachten. Dadurch wollte er verhindern, dass der in Konstantinopel unter der Obhut des Kaisers weilende Prinz Orhan als Prätendent Thronansprüche stellen konnte.

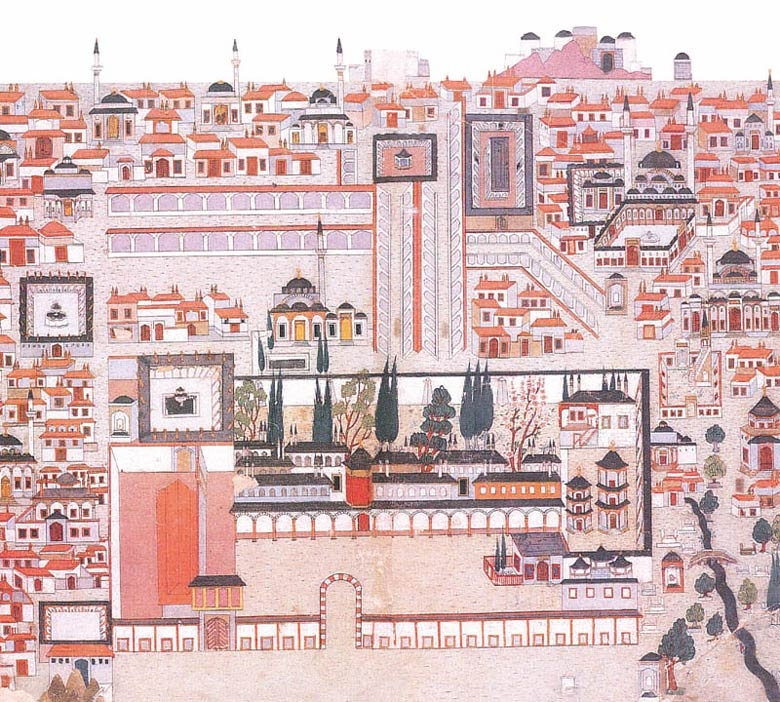
Manisa, Sitz Mehmeds als Statthalter und Ruhesitz Murads II., Miniatur aus dem Şemāʾil-nāme-ʾi Āl-i ʿOs̲mān von Talikizâde

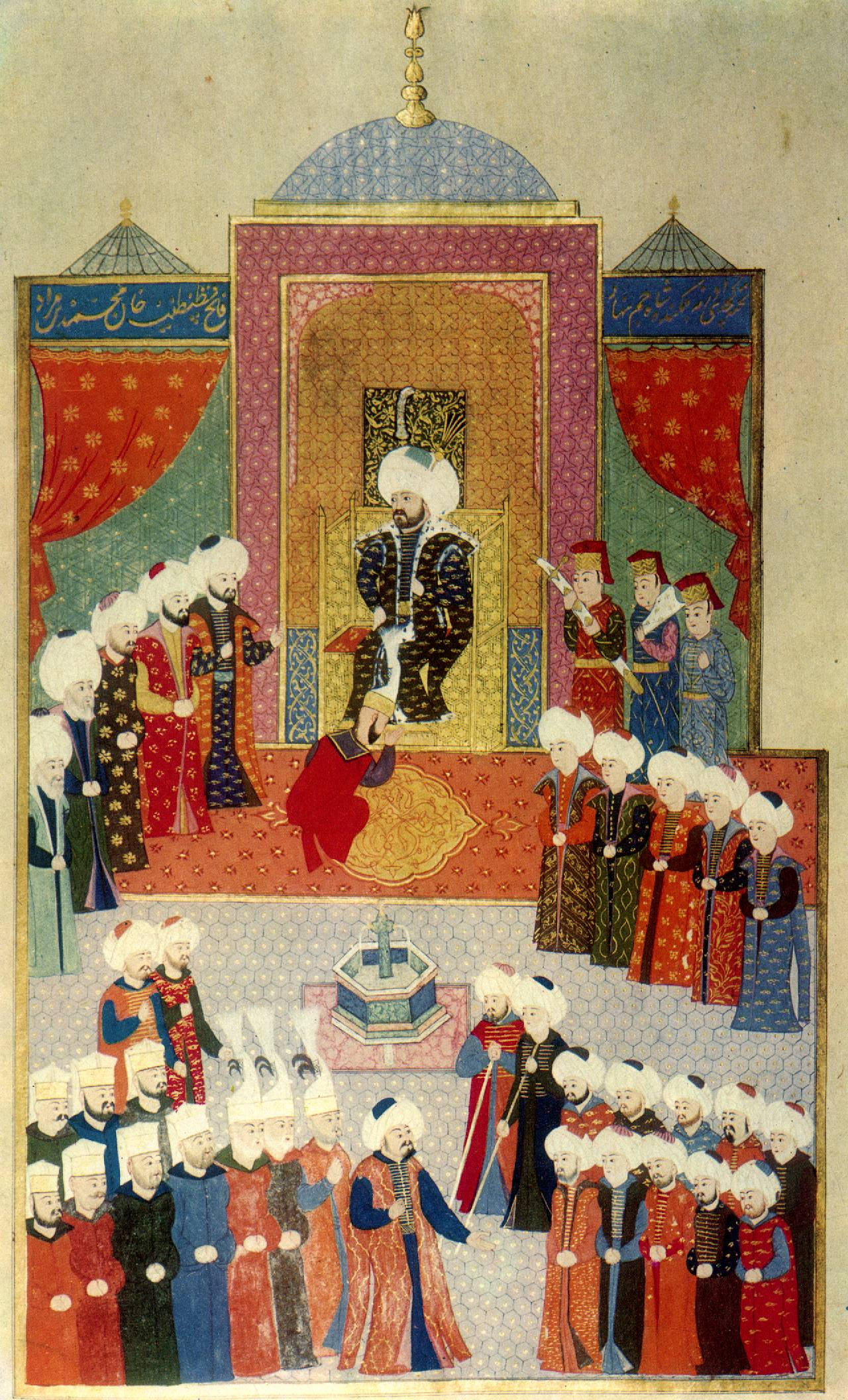
Mehmed II. tritt 1451 seine erneute Herrschaft in Edirne an, Miniatur aus dem Hüner-nāme

Da die Ungarn den wenige Monate zuvor im Beisein Mehmeds geschlossenen Frieden im Herbst 1444 brachen und zusammen mit einem Kreuzritterheer anrückten, sah sich Murad II. gezwungen, in Mehmeds Regierungsgeschäfte einzugreifen und den Feldzug gegen das christliche Heer anzuführen.
Nach der gewonnenen Schlacht bei Warna überließ er Mehmed schließlich das Sultanat, zog sich ganz von den Herrscherpflichten zurück und richtete seinen Ruhesitz in Manisa ein.
Als sich die Janitscharen im Jahr 1446, vorgeblich einer Solderhöhung wegen, gegen den jungen Sultan auflehnten, kam es zu verheerenden Bränden in Edirne, und Şehâbeddin Pascha entkam nur knapp den vermutlich vom Großwesir Halil Pascha aufgewiegelten Soldaten. Die Revolte (Buçuk-Tepe Vaḳʿası) – die erste in der Geschichte der Janitscharen – endete mit einer Erhöhung des Tagessolds um einen halben (buçuk) Akçe und führte zur erneuten Thronbesteigung Murads II., der vom Großwesir gerufen worden war. Murad II. schickte seinen Sohn wieder als Gouverneur nach Manisa, beteiligte ihn aber mehrmals an Kriegszügen wie beispielsweise 1448 als Truppenführer bei der Schlacht auf dem Amselfeld. Nach dem Tod seines Vaters wurde Mehmed am 18. Februar 1451 in Edirne als Sultan Mehmed II. inthronisiert. Ob die Herrschaftsübernahme Mehmeds II. völlig reibungslos verlief, lässt sich nicht abschließend beantworten. Während Chalkokondyles über einen letztlich vom Großwesir verhinderten Aufstand (der Janitscharen?) berichtet findet sich in osmanischen Chroniken kein Hinweis auf derartige Unruhen.

## Militärische Kampagnen
Mehmeds II. militärische Kampagnen erneuerten und festigten die osmanische Hegemonialherrschaft auf der Balkanhalbinsel und in Anatolien. Damit gelang ihm die Errichtung und Sicherung eines großen osmanischen Imperiums, an dessen Verwirklichung Bayezid I. in der Schlacht bei Ankara 1402 gescheitert war. Seine meist erfolgreichen Feldzüge wurden durch eine geschickte Bündnis- und Friedenspolitik ergänzt. Mehmeds erstes, großes Ziel war die Eroberung Konstantinopels, das als Rest des byzantinischen Reiches und Enklave innerhalb der osmanischen Besitzungen an der geographischen Schnittstelle der beiden Landmassen Anatoliens und des Balkans lag.

### Die Eroberung von Konstantinopel

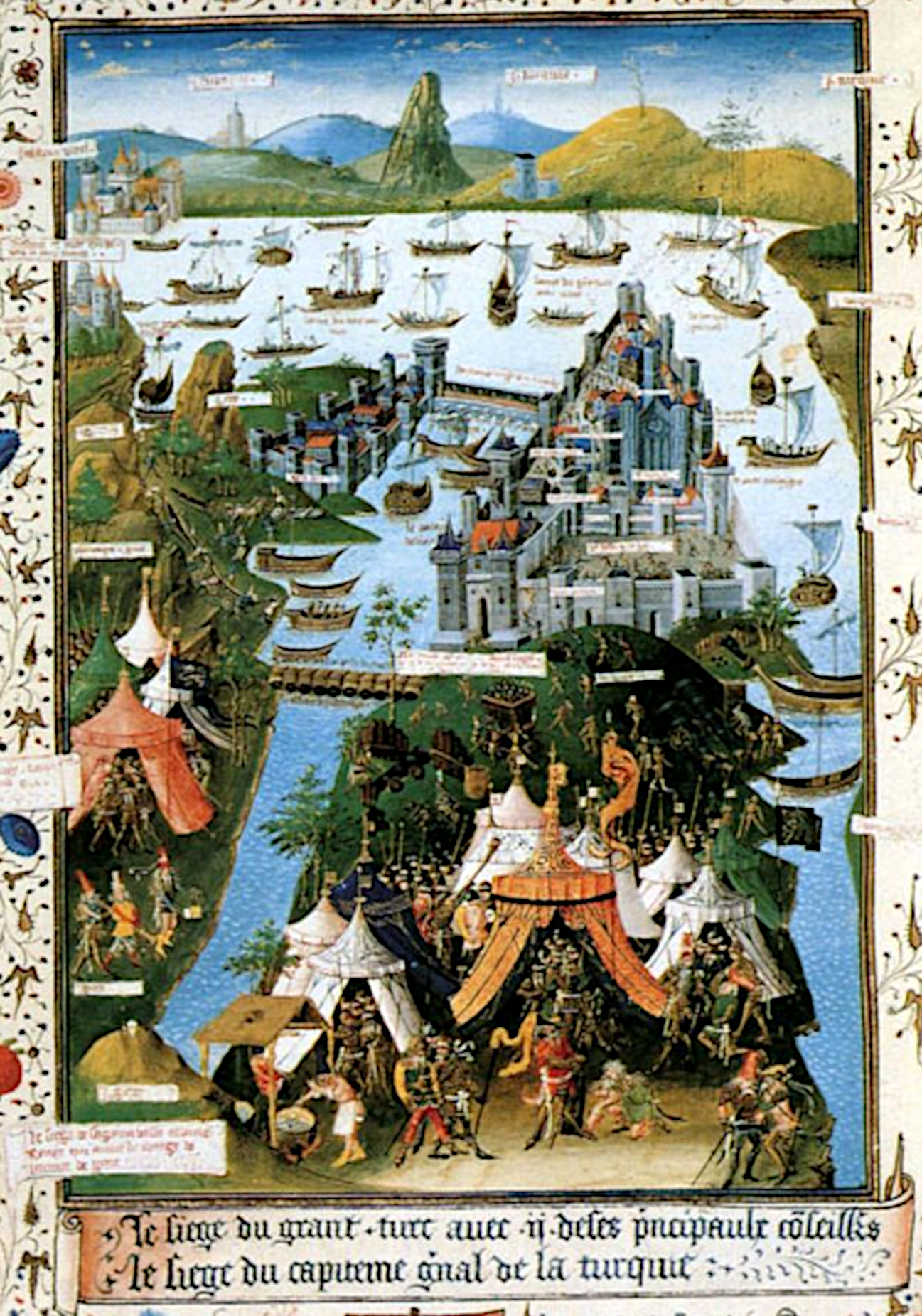
Die Belagerung Konstantinopels durch die Türken, Miniatur aus Voyage d’Outremer von Bertrandon de la Broquière, 1455

Bereits unter Mehmeds Vater Murad II. hatte sich das Osmanische Reich nach einer Krisenphase konsolidiert. Auf dieser Grundlage konnte Mehmed die Offensive gegen Konstantinopel verstärken. Um sich den Rücken frei zu halten, schloss er zunächst 1452 Friedensverträge mit Ungarn und Venedig. Dank den gut ausgebildeten und stets weiterentwickelten Artillerie-Einheiten der Topçu fiel die Hauptstadt des Byzantinischen Reiches am 29. Mai 1453 und wurde kurz danach von Mehmed zum Thronsitz des Osmanischen Reiches erklärt: من بعد تختم استنبولدر / min-baʿd taḫtım İstanbuldur / ‚fürderhin ist mein Thronsitz Istanbul‘.

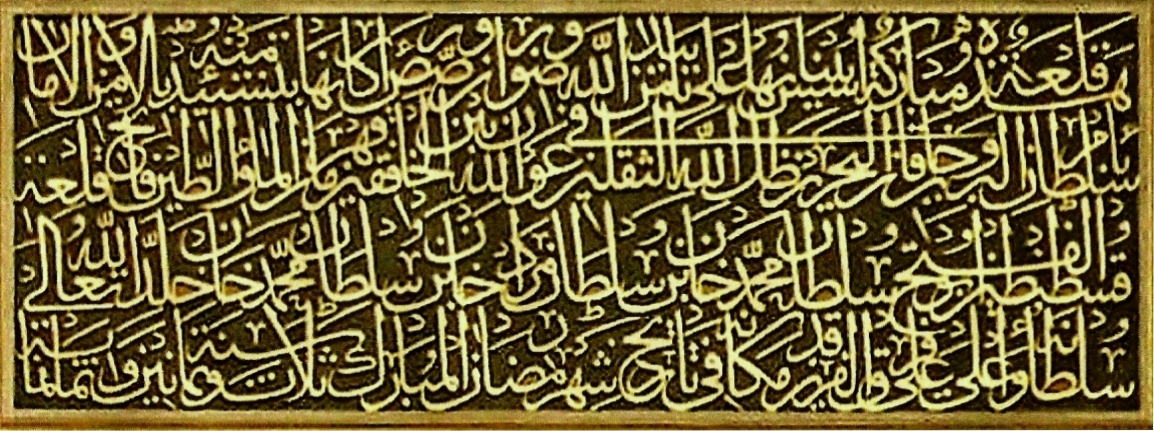
Herrschertitulatur für Sultan Mehmed II. auf einer Inschrift von 1478 an der Großherrlichen Pforte (Bāb-ı Hümāyūn) des Topkapı-Palastes, Entwurf von Alî b. Yahya.

Durch diese Tat erhielt Mehmed II. in der islamischen Welt ein beispielloses Charisma und konnte so dem mamelukischen Sultan von Ägypten gegenüber behaupten, nunmehr der Einzige in der islamischen Welt zu sein, der das Schwert des Glaubenskampfes (ġazā) in Händen halte. In der Folge wurde er als der in Mohammeds Hadith erwartete Befehlshaber betrachtet und ließ sich auch als ابو الفتح / Ebū ʾl-Fetḥ / ‚Vater der Eroberung‘ bezeichnen. Er selbst sah sich nun als „Kaiser der Römer“ (قیصر روم / Ḳayṣer-i Rūm) und stellte sich damit ganz bewusst in die Kontinuität des Reiches der Rum-Seldschuken und des Oströmischen Reiches.
Zwar hatte Konstantinopel, als es Mehmed zufiel, als östliches Kaisertum und Gegenpol zum westeuropäischen Kaisertum keine machtpolitische Bedeutung mehr, sein Fall löste aber dennoch eine Schockwelle des Entsetzens in Europa aus. Mit dem Ende des christlichen Ostroms hatte die bisher gültige Zweistaatenlehre keinen Bestand mehr. Nach eschatologischer Ausdeutung dieser Weltreichslehre konnte damit das vorhergesagte Auftreten des Antichristen einhergehen. Die Namensgleichheit Mehmeds II. mit dem Propheten Mohammed erleichterte dabei die Einbindung des Antichristmodells in den politischen und religiösen Türkendiskurs. Die Eroberung Konstantinopels verstärkte die Angst der Christenheit vor der Türkengefahr und wurde als eine, die gesamteuropäische Öffentlichkeit bewegende, epochale Zeitenwende empfunden. Diese Bedrohung durch das Reich Mehmeds II. führte zu dem nochmaligen Versuch, den Kreuzzugsgedanken zu beleben.

### Versuch der Eroberung Ungarns

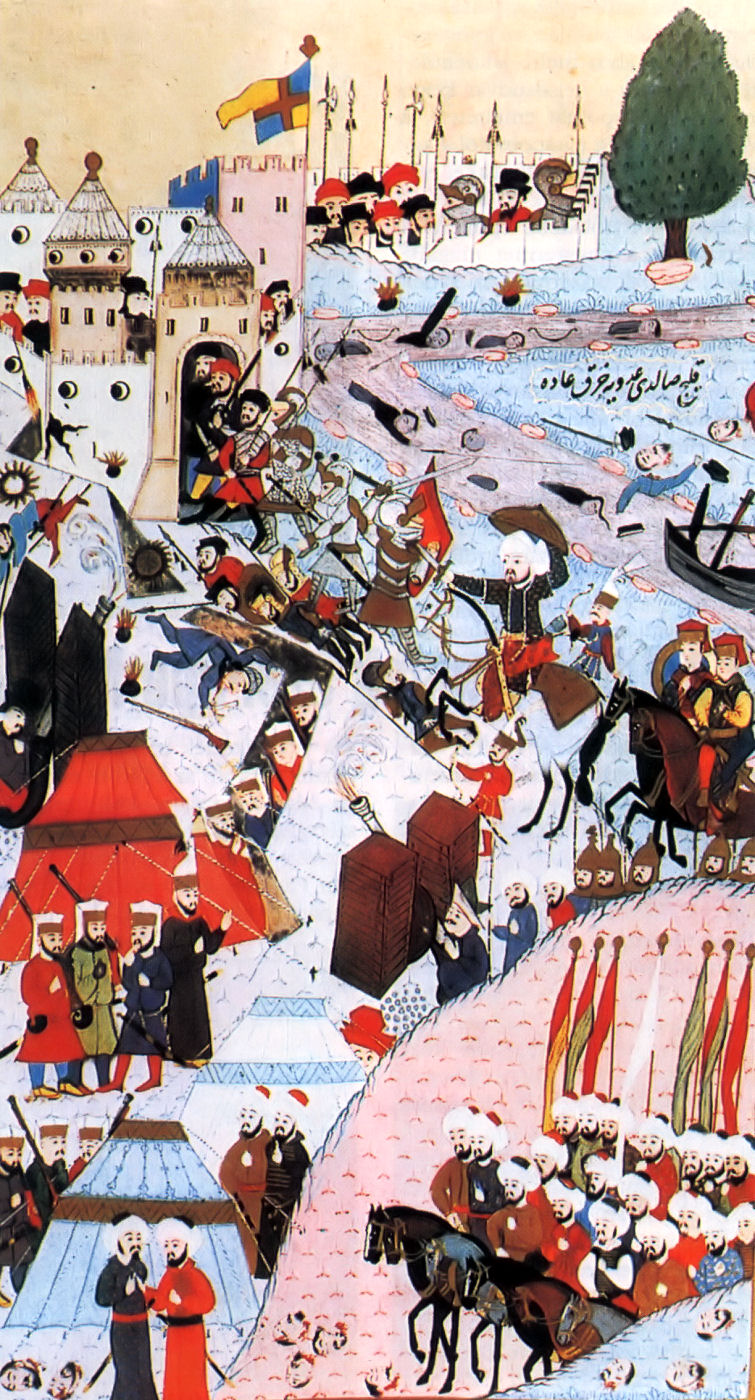
Die Schlacht von Belgrad 1456, osmanische Miniatur aus dem Hüner-nāme: Im Mittelgrund Mehmed II. mit weißem Turban; die Inschrift darüber beschreibt, wie er einen Gegner mit dem Schwert ersticht. Im Vordergrund der geordnete Rückzug des osmanischen Reiterheeres.

Osmanische Miniatur der Belagerung von Belgrad 1456: Im Vordergrund die Musiker der Mehterhâne, im Hintergrund die Kanonen der Topçu.

Bei der Schlacht um die an der Donau gelegene Schlüsselfestung Belgrad, die Mehmed als vormaligen Teil des seit 1455 unterworfenen Serbiens beanspruchte, scheiterte der Sultan 1456 an der Gegenwehr seines persönlichen Widersachers, des ungarischen Reichsverwesers Johann Hunyadi und insbesondere an den christlichen Kreuzfahrern des Predigers Giovanni da Capistrano. Während des ungeordneten Sturms der Kreuzfahrer-Laienarmee, die unter Führung des greisen Capistrano agierte und auch Mehmeds Hauptlager handstreichartig überrannte, musste der verwundete osmanische Heerführer den fluchtartigen Rückzug der geschlagenen Armee anordnen.
Der Klerus feierte den ersten großen christlichen Sieg in den Türkenkriegen als Gotteszeichen und „Wunder von Belgrad“. Die durch den päpstlichen Aufruf und die religiös verbreitete Propaganda mobilisierte Landbevölkerung in Capistranos Kreuzzugsheer hatte, anders als die organisierte und vom Adel geführte schwere Panzerreiterei der Unternehmen von Nikopolis und Warna, zu einem unerwarteten Ausgang verholfen.
Trotz dieser Niederlage konnte Mehmed Serbien und Bosnien dem territorialen Einfluss Ungarns entziehen und das Gebiet in sein Reich integrieren. Ungarn verlor dadurch die innere Kraft, die Osmanen zu vertreiben.

### Ausweitung der Herrschaft im Bereich von Mittelmeer und Schwarzem Meer
1461 belagerte Mehmed II. erfolgreich das am Schwarzen Meer gelegene Trapezunt, letztes Relikt des Byzantinischen Reiches und Hauptstadt des gleichnamigen komnenischen Kaiserreiches, das mit dem Akkoyunlu Uzun Hasan, Venedig und den Nachfolgestaaten des Königreiches Georgien gegen Mehmed II. paktierte. Sein Herrscher, David Megas Komnenos, übergab die Stadt an den Sultan, wurde zunächst Staatsgefangener und schließlich aus Sorge vor Verschwörungen hingerichtet. Das besiegte Kaiserreich wurde weitgehend islamisiert.
Von 1463 bis 1479 lag Mehmed II. mit der Republik Venedig im Krieg, wobei die Kämpfe vor allem auf dem Peloponnes sowie auf griechischen und adriatischen Inseln ausgetragen wurden. Er stärkte die osmanische Flotte mit dem Ziel, die venezianische Seehegemonie zu beenden. 1470 konnte er mit Negroponte (Euböa) sogar eine Insel erobern, die faktisch seit der Dreiherrschaft unter der Herrschaft Venedigs gestanden hatte.
Zudem machte er ab 1475 das Schwarze Meer durch die Eroberung der Halbinsel Krim mit dem dortigen Krimkhanat und den verbliebenen genuesischen Handelskolonien zu einem osmanischen Binnenmeer.
Seine Flotte und seine Armee stießen sogar bis nach Italien vor und nahmen 1480 die Stadt Otranto ein. Gemäß Mehmeds II. Ġazā-Ideologie war diese Eroberung der erste Schritt auf dem Weg nach Rom. In des Sultans Weltsicht hatte er als Nachfolger des oströmischen Kaisers das Primat auch über Westrom, den neuen „goldenen Apfel“ (قزل الما / ḳızıl elma / wörtlich ‚roter Apfel‘), mit dessen Einnahme er der Imperator des gesamten Römischen Reiches sein würde. Nach Mehmeds II. Tod musste Otranto allerdings wieder aufgegeben werden.

### Sicherung der Herrschaft in Anatolien
Mehmed II. brachte die Bemühungen seiner Vorgänger, das gesamte Anatolien unter osmanische Herrschaft zu bekommen, erfolgreich voran. Hinhaltende diplomatische Verhandlungen mit Venedig und Ungarn und damit einhergehende Kriegspausen im Westen ermöglichten es ihm, seine Truppen nach Anatolien zu führen.
Seine 1468 begonnenen Feldzüge gegen das Fürstentum Karaman, das sich der osmanischen Macht durch einen Pakt mit den türkmenischen Akkoyunlu entziehen wollte, wurden 1474 mit der Einverleibung des Beyliks in den Osmanischen Staat erfolgreich abgeschlossen. Die Ostgrenze seines Reiches sicherte Mehmed II., indem er die mit dem Osmanischen Reich konkurrierende, von Uzun Hasan geführte und mit der Republik Venedig verbündete Akkoyunlu-Föderation 1473 in der Schlacht von Otlukbeli mit seiner mit Feuerwaffen ausgestatteten Armee endgültig schlug. Im Friedensschluss wurde der Euphrat als Westgrenze des Akkonyulu-Staates festgesetzt. Damit erschien die Ostgrenze des Osmanischen Reiches gesichert. Im Südosten diente weiterhin das türkmenische, mit Mehmed II. durch dessen Ehefrau Sitti Hatun verbundene Beylik Dulkadir als „Pufferstaat“ zum Staat der Mamluken.

## Ziviles Wirken

### Wiederaufbau Konstantinopels und Bevölkerungspolitik
Um eine Zerstörung Konstantinopels zu verhindern, hatte Mehmed II. die freiwillige Übergabe durch Übereinkunft (ṣulḥan) angestrebt, doch eine Kapitulationsaufforderung an Kaiser Konstantin XI. war ohne Erfolg geblieben. Unterdessen hatte ihn sein Berater Akşemseddin gedrängt, die Stadt im Kampf zu nehmen. Als Konstantinopel 1453 gefallen war, wurde die durch Gewalt (ʿanwatan) eingenommene Stadt entgegen Mehmeds eigentlichem Vorhaben geplündert. Die ohnehin schon geschwächte Wirtschaft der Stadt wurde zerstört und die Bevölkerung teilweise versklavt, getötet oder vertrieben. In der Chronik des Aschikpaschazade heißt es dazu:

«ایو طویملقلر دخی اولندی التون و کمش و جوهرلر و انواع قماشلر اورد بازاره کلوب دوکلدی صاتمغا بشلدلر و کافرنی اسیر اتدلر و محبوبه لرنی غازیلر بغرلرینه بصدلر»

„eyü ṭoyumluḳlar daḫi olındı altun ve gümüş ve cevherler ve envāʿ-i ḳumāşlar āverd (?) bāzāra gelüb döküldi ṣatmaġa başladılar ve kāfirini esīr etdiler ve maḥbūbelerini ġāzīler baġırlarına baṣdılar“

„Da gab es gute Beute. Gold und Silber und Juwelen und kostbare Stoffe wurden auf den Markt im Heerlager gebracht und in Haufen aufgestapelt; all dieses wurde nun feilgeboten. Die Giauren von İstanbul wurden zu Sklaven gemacht, und die schönen Mädchen wurden von den Gazi in die Arme genommen.“

پرده داری میِکند در طاق کسرى عنکبوت

بوم نوبت میِزند در قلعۀ افراسیاب

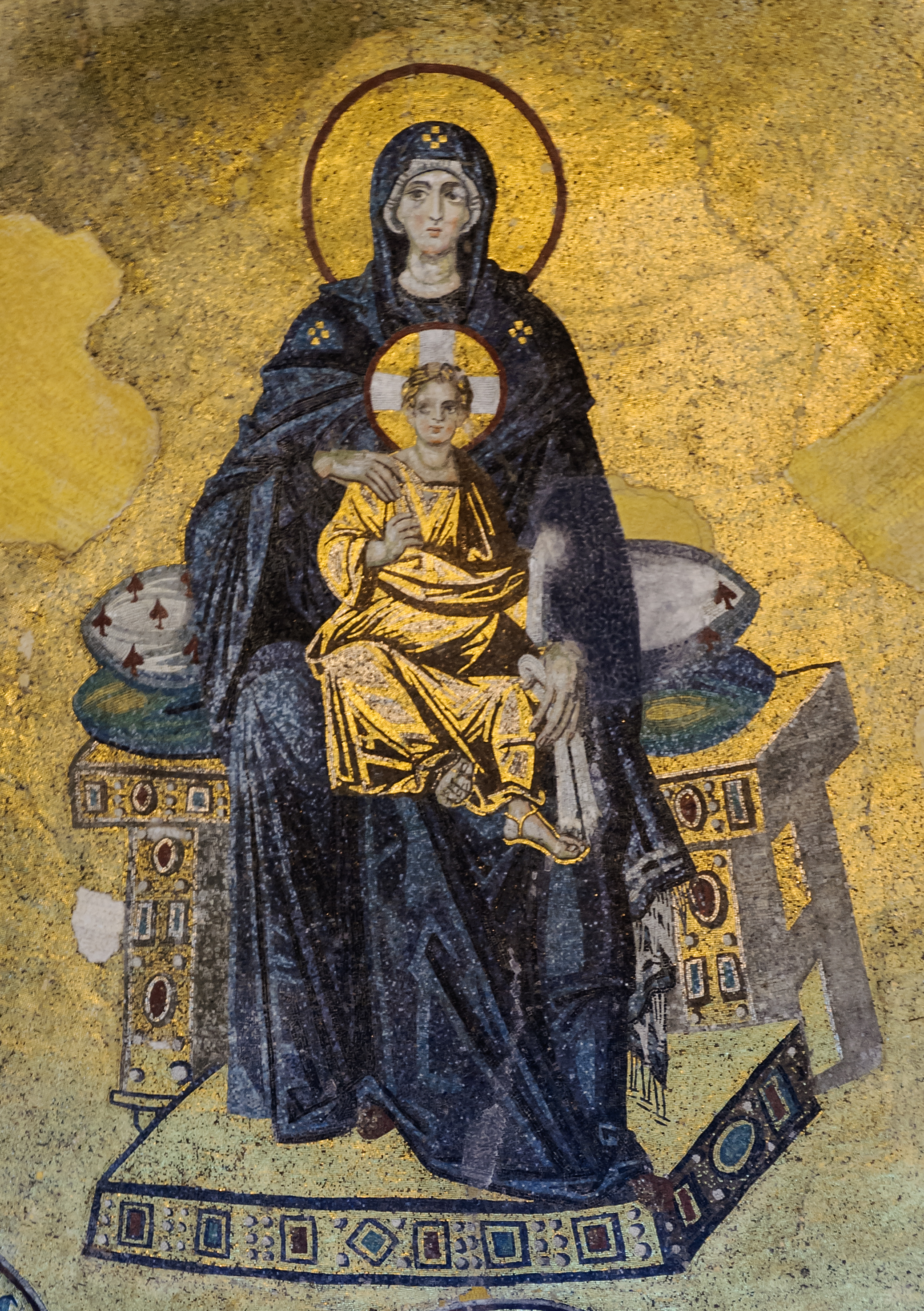
Das von Mehmed II. bewunderte und bei der Umwandlung der Hagia Sophia in eine Moschee in der Apsis sichtbar gelassene Mosaikbildnis der thronenden Muttergottes mit dem Jesusknaben

parda-dari mikonad dar taq-e Kisra `ankabut

bum noubat mizanad dar qala-ye Afrasiyab

„Das Amt des Vorhanghüters versieht in Kosrau’s Kuppelhallen die Spinne,

die Eule spielt die Wachtmusik in der Festung des Afrasiyab.“

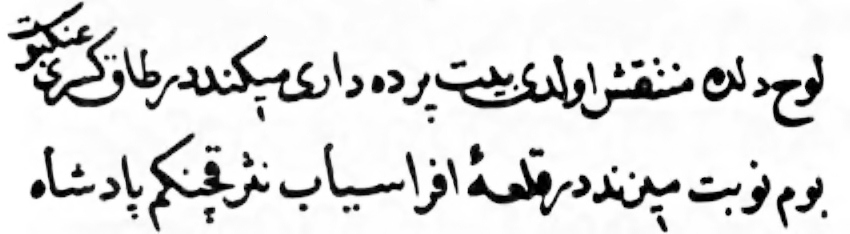
Persischer Doppelvers (beyt), den der „Herrscher der Welt“ (= Mehmed II.) in Anlehnung an Firdausis Schāhnāme bedauernd sprach, als er von der Kuppel der Hagia Sophia auf die verfallenen und in Ruinen liegenden Nebengebäude blickte:
parda-dari mikonad dar taq-e Kisra `ankabut
bum noubat mizanad dar qala-ye Afrasiyab
„Das Amt des Vorhanghüters versieht in Kosrau’s Kuppelhallen die Spinne,
die Eule spielt die Wachtmusik in der Festung des Afrasiyab.“

Mehmed betrat die Stadt erst nach den ersten üblichen Plünderungen, die er bereits nach einem Tag für beendet erklärte. Sein erster imperialer Akt war, dass er in der Hagia Sophia (ایاصوفیه / Aya-Ṣofya), der Krönungskirche des Byzantinischen Reiches, betete, sie zur ersten Moschee Konstantinopels machte und sich selbst als Nachfolger der oströmischen Imperatoren etablierte.
Bereits 1455 entstand auf dem Forum Tauri mit dem (später so genannten) Alten Serail (Sarāy-ı ʿAtīḳ / سراى عتيق) ein neuer, imperialer Mittelpunkt des Osmanischen Reiches. Alle weiteren baulichen Maßnahmen, zu denen Mehmed auch die Würdenträger seines Reiches verpflichtete, sollten die Infrastruktur stärken und die Möglichkeit bieten, das weitgehend entvölkerte Konstantinopel wieder mit Menschen und neuem Leben zu füllen. Vor allem Wohlhabende, Handwerker und Händler waren gefragt. Im offenen Land und in Dörfern der Umgebung wurden Bauern angesiedelt. Die Ansiedlung von Bevölkerungsgruppen geschah nicht nur freiwillig, sondern in großem Umfang auch zwangsweise (sürgün). Um neu errichtete Freitagsmoscheen oder zu Freitagsmoscheen umgewidmete Kirchen, auch um größere christlich gebliebene Kirchen wurden ihnen zugehörige Großquartiere (nāḥiye) geschaffen. Vorbild dazu wurden die Nāḥiye um die Külliye der islamisierten Aya-Ṣofya und um Mehmeds großen Komplex der Fatih-Moschee. Diese Großquartiere enthielten kleinere Stadtteile (maḥalle), in deren Mitte meist eine kleinere Moschee (mescid) oder selten eine Kirche oder Synagoge stand und die von den Bewohnern als zusammengehörige, in sich geschlossene Nachbarschaften empfunden wurden.
Zur Regenerierung der Wirtschaft in Konstantinopel trugen wesentlich die bei der Eroberung zurückgebliebenen und die neu angesiedelten Griechen, Juden und Armenier bei, doch auch türkische Bevölkerung wurde, meist gegen deren Protest, nach Konstantinopel umgesiedelt. Besondere Privilegien gewährte Mehmed II. den Juden. Er befreite sie von einer Vielzahl von Steuern. Er schätzte sie als Gesandte und Spione in der lateinischen Welt und vertraute dem Rat seines jüdischen Leibarztes Iacopo Gaeta auch in finanziellen Belangen.
Im Jahr 1477 zählte man in Istanbul und Galata 9.486 muslimische, 3.743 griechisch orthodoxe, 1.647 jüdische, 434 armenische und 332 europäische Haushalte (ḫāne) sowie neben 651 anderen auch 31 von Roma, was insgesamt 16.324 Haushalten und damit einer ungefähren Einwohnerzahl von 100.000 entspricht. Soldaten, Medrese-Studenten und Sklaven wurden dabei nicht mitgerechnet.

### Verwaltung des Reiches und Gesetzgebung

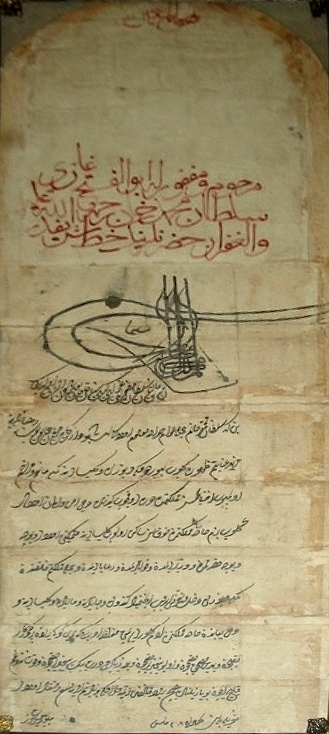
Freibrief (ʿahidnāme) Mehmeds II. für die Franziskaner der Abtei Fojnica in Bosnien von 1463. Sie erhielten weitreichenden Schutz, solange sie „meinen [Mehmeds] Befehlen und meinem Dienste gehorsam sein werden.“

Neben seinen militärischen Eroberungen führte Mehmed II. eine zentralisierte und im Vergleich zum vorherigen System effektive Verwaltung des Reiches ein. Dabei entmachtete er weitgehend die angestammten aristokratischen Familien, die er entweder zu nicht erbberechtigten Verwaltern von Lehnsgut (tīmār) machte, ihnen also ihr Eigentum entzog, oder ganz durch Angehörige seiner weitgehend aus Renegaten und Sklaven (ḳul) entstandenen Staats- und Militärverwaltung ersetzte. Auch fromme Stiftungen (evḳāf) wurden eingezogen und in Militärlehen umgewandelt.
Schriftliche Gesetze festigten das dadurch entstandene, weltliche Rechtssystem. Vor allem die vermutlich zwischen 1477 und 1481 entstandene, in drei Kapiteln zusammengestellte Gesetzes- oder Vorschriftensammlung (ḳānūn-nāme) über die Hof- und Staatsorganisation, in der unter anderem der Brudermord der osmanischen Sultane gestattet wurde, untermauerte Mehmeds autokratisches Prinzip. Des Sultans Person und seine Entscheidungen wurden zur einzigen Grundlage von Autorität und Legitimation in Staat und Gesellschaft. Weitere Gesetze Mehmeds II., die sich mit den Rechten und vor allem mit den Pflichten der nicht zur Kriegerkaste (ʿaskerī) gehörenden Untergebenen (reʿāyā) beschäftigten, gingen ein in die „Sultanische Gesetzessammlung gemäß osmanischem Herkommen“ (قانوننامه سلطانی بر موجب عرف عثمانی / Ḳānūnnāme-i Sulṭānī ber mūceb-i ʿörf-i ʿos̲mānī), die unter Bayezid II. zusammengestellt wurde. Die darin enthaltenen Verordnungen brachten der Reʿāyā allerdings keine echte Rechtssicherheit. Sie hatten eher machtpolitische Belange zum Hintergrund. Ein Großteil davon beschäftigt sich mit dem für die Münzprägung nötigen Gold, Silber und Kupfer, mit den staatlichen Münzstätten, mit der Herstellung und Vermarktung von Salz, mit der Erzeugung von landwirtschaftlichen Gütern sowie mit Hafenordnungen und Zollgebühren. Der Einzelmensch und seine Rechte spielten darin keine Rolle.
Unter der Führung des Astronomen, Mathematikers und Theologen Ali al-Quschdschī regelte Mehmed II. zudem die religiöse Lehre und Unterweisung sowie die Hierarchie der ʿUlamā' seines Reiches. Als Staatsoberhaupt vertrat er nachdrücklich die sunnitische Richtung des Islams, die er unentwegt einhalten ließ und der er sich selbst nach außen hin anschloss. Er persönlich aber hatte viel Verständnis für davon abweichende Gedankengänge, zumal der schiitischen Richtung.
Die als Ẕimmī bezeichnete, nicht-islamische Bevölkerung erhielt von Mehmed II. weitgehende, gesonderte, oft schriftlich fixierte Rechte, Freiheiten und Auflagen. Sie wurden in später als Millet bezeichnete, sich selbst verwaltende Glaubensgemeinschaften eingeteilt, die in sich ein eigenes Recht ausüben konnten, soweit keine Muslime tangiert waren. Griechisch-orthodoxe und armenisch-apostolische Christen sowie Juden wurden als solche Gemeinschaften anerkannt, wobei die ethnische Herkunft keine Rolle spielte. Sie durften keine Waffen tragen, hatten also auch keinen Kriegsdienst abzuleisten, waren aber zu hohen Abgaben verpflichtet (vgl. Dschizya). Diese nicht-muslimische Bevölkerung war beispielsweise in handwerklichen Berufen, im Handel und im Geldwesen tätig und übernahm damit Aufgaben, die die im Militär- und Verwaltungsdienst stehenden ʿAskerī und die islamische bäuerliche Bevölkerung nicht leisteten.

### Wirtschaftliche Maßnahmen

Altun Sultan Mehmeds II., 1481

In den Städten, insbesondere in Konstantinopel regulierte und verbesserte Mehmed II. die ökonomischen Bedingungen für Handwerker und Händler. Offene und gedeckte Basare, Wiegestationen mit überwachten Waagen und Marktregeln stärkten die Wirtschaft und damit die Staatseinnahmen. Mit dem Altun schuf Mehmed II. 1477/78 zudem die erste säkulare Goldmünze der islamischen Welt. Sie trug keine religiösen Formeln mehr, sondern nur den Titel und Namen des Sultans sowie das Datum und den Namen der Münzstätte Ḳusṭanṭīniyye. Der Altun entwickelte sich rasch zur vor allem im östlichen Mittelmeer weit verbreiteten Handelsmünze. Er ersetzte dort den originalen und auch den von den Osmanen nachgeprägten venezianischen Dukaten (firengī filorī oder efrenciyye).
Mehmeds II. Eingriffe in die Rechte von Grundeigentümern waren erheblich. Beispielsweise wurde alles Land, auf dem Reis angebaut wurde, verstaatlicht, auch um die Reisproduktion als allgemeine Nahrungsgrundlage gewährleisten und lenken zu können. All diese autokratischen Eingriffe wurden legitimiert mit der Verpflichtung des Sultans, dem Wort Gottes zu folgen und für das Wohlergehen der Untertanen einzustehen.
Die Neuprägung von jeweils abgewerteten Silbermünzen in den Jahren 1444, 1451, 1460/61, 1470/71, 1475/76 und 1481 sowie das Verbot der alten Münzen – und damit eine indirekte Besteuerung des Geldkapitals – zeigen neben einigen die Wirtschaft betreffenden Verordnungen in der Gesetzessammlung Ḳānūnnāme-i Sulṭānī ber mūceb-i ʿörf-i ʿos̲mānī allerdings, dass es Mehmed II. nicht wirklich um wohlfahrtsstaatliche Maßnahmen ging, sondern um den Gewinn für den Staatshaushalt. Der damit einhergehende allgemeine wirtschaftliche Aufschwung ließ sich jedoch nur durch die stete Eroberung neuer Räume erhalten.

## Kulturelle Blüte
„Es ist staunenswert, mit welcher Schnelligkeit die unerschütterliche Energie Muhammeds II. das neue Leben zur Blüte entfalten ließ, wie Künste und Wissenschaften ihre Renaissance feierten. Der Zerstörer kehrte alsbald eine zweite Natur hervor: die eines Schöpfers.“

### Architektur

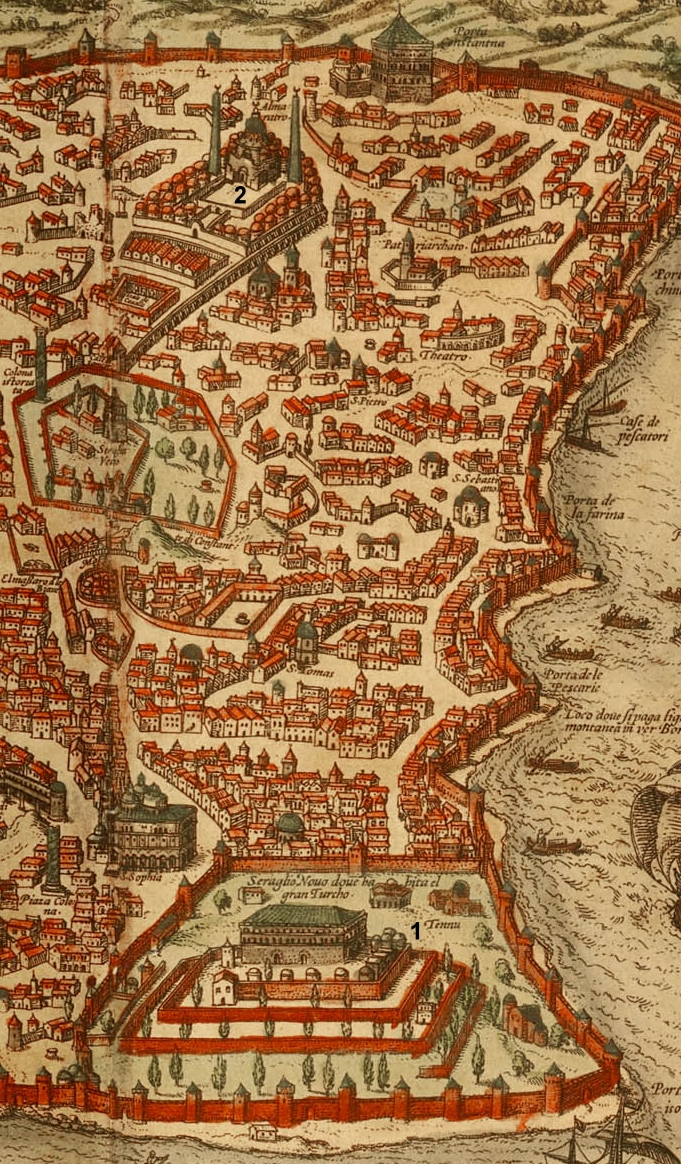
Konstantinopel um 1479. 1: der profane Komplex des „Neuen Serails“; 2: der religiöse Komplex um die „Neue Moschee“.

Unter Mehmeds II. Herrschaft erlebte die osmanische Kultur dank der neugewonnenen Urbanität einen Aufschwung. Mehr als 300 Moscheen, 57 Medresen (islamische Hochschulen) und 59 Bäder wurden unter seiner Ägide gebaut. Das ab 1465 errichtete Neue Serail (Sarāy-ı Cedīd / سراى جديد, der heutige Topkapı-Palast) und der 1471 vollendete, weitgehend aus Beutegeldern finanzierte Komplex der Neuen Moschee (Cāmiʿ-i Cedīd / جامع جديد, heute Fatih-Moschee) in İstanbul gelten als bedeutendste Bauwerke unter der Regentschaft Mehmeds II. In beiden Anlagen zeigt sich beispielhaft Mehmeds Hinwendung zu westlichen, vor allem italienischen Stilen von Kunst und Architektur, die sich mit einer Rezeption der antiken Wurzeln des Byzantinischen Reiches verband. Das drückt sich zum Beispiel auch in Mehmeds Studium antiker Autoren aus. Das Ergebnis kann als osmanische Renaissance bezeichnet werden. Mehmeds persönliche Vorliebe für die Kultur der von ihm eroberten Territorien wie auch des lateinischen Westens traf sich mit seiner Vision einer globalen Kultur des von ihm autokratisch regierten und regulierten Reiches, in dem sich römisch-byzantinische, persisch-islamische und turko-mongolische Traditionen verbinden sollten.
In der Öffentlichkeit zeigte sich das beispielhaft in Architektur und Ausstattung des Fatih-Komplexes, dessen streng symmetrische Gesamtanlage an italienische Komplexe wie den des Ospedale Maggiore in Mailand erinnert, während die Konzeption der Fatih-Moschee mit ihrer zentralen Kuppel von der byzantinischen Hagia Sophia bestimmt wurde und die Kunst am Bau beispielsweise mit den Muqarnas alttürkischen Charakter trägt. Eher eine private Bestimmung erfuhr die von Mehmed programmatisch favorisierte Stilvielfalt in drei der damaligen Öffentlichkeit unzugänglichen Pavillons des „Neuen Serails“, die im griechischen, türkischen und persisch-karamanidischen Stil gehalten waren.

### Bildende Künste und Kunsthandwerk
Dass sich Mehmed II. der Bildenden Künste und des Kunsthandwerks zur Darstellung seiner Herrscherpersönlichkeit bediente, dokumentiert bereits eine Bronzemedaille mit seinem Porträt aus der Zeit um 1460, die wahrscheinlich von Pietro da Milano gefertigt wurde und die Aufschrift „MAGNVS PRINCEPS ET MAGNVS AMIRAS SULTANVS DNS MEHOMET“ trägt.

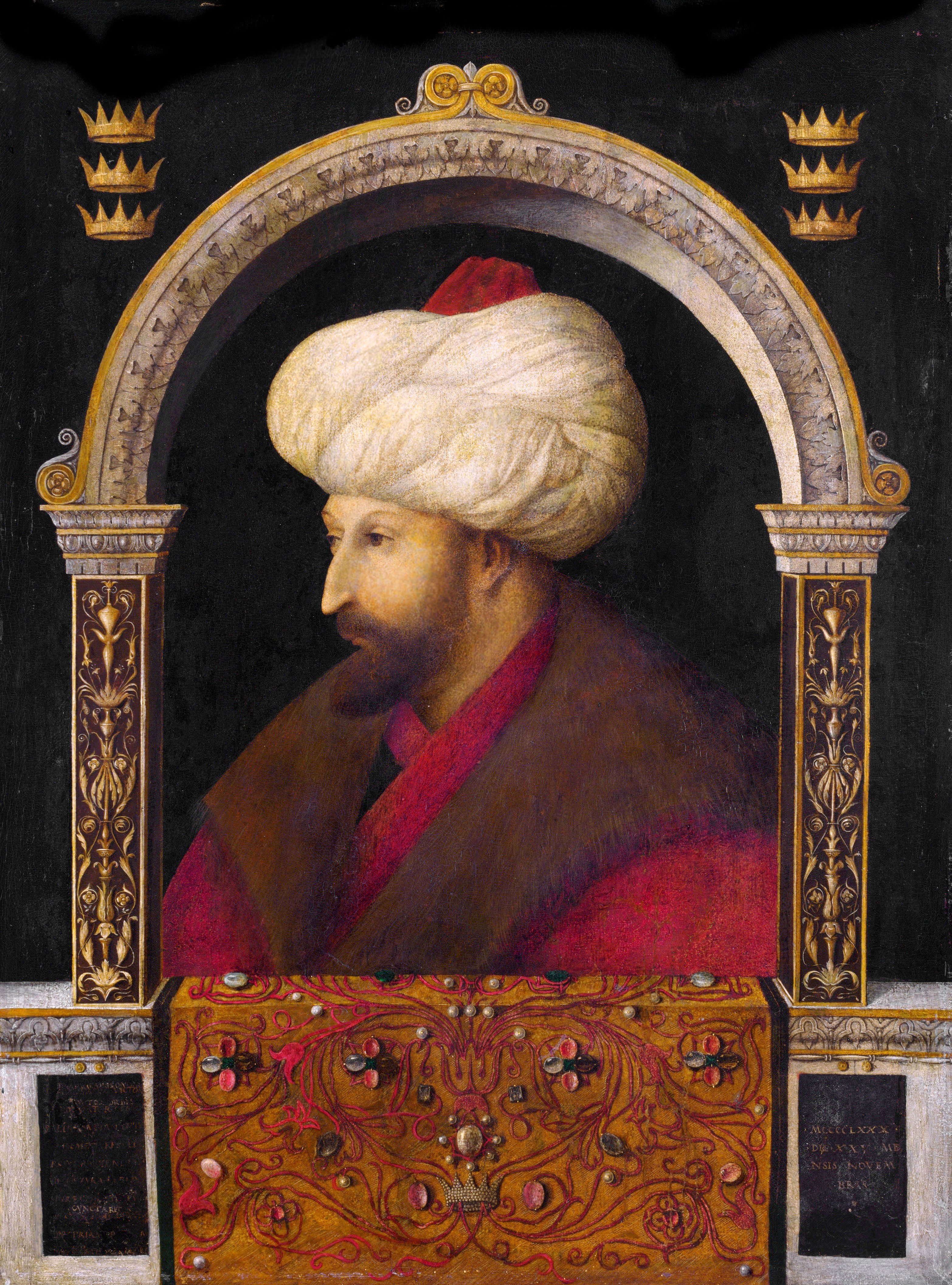
Gentile Bellini: Der Sultan Mehmed II., Ölgemälde von 1480

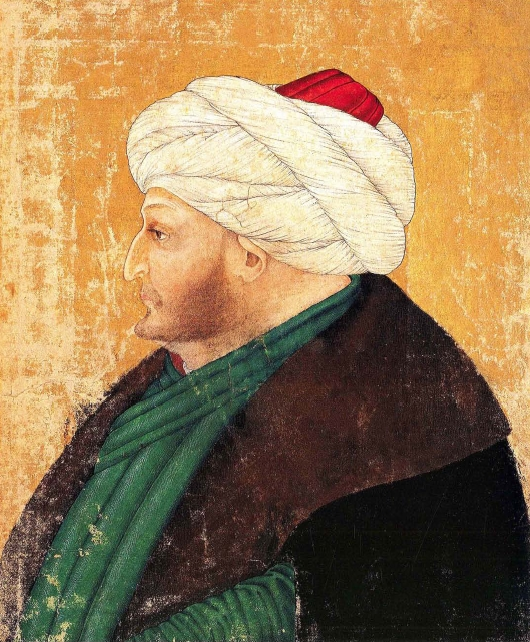
Sinan Bey (unsicher): Porträt Mehmeds II. im italienisch beeinflussten „fränkischen“ (firengî) Stil

Nach dem Friedensschluss von 1479 bat Mehmed II. die Signoria der Republik Venedig um einen fähigen Porträtisten. Daraufhin wurde Gentile Bellini nach Istanbul gesandt. Dieser diente dem kunstbeflissenen Sultan in dessen letzten beiden Lebensjahren als eine Art Hofmaler und schmückte ungeachtet des muslimischen Bilderverbots dessen Privatgemächer mit gegenständlichen Bildern aus (laut Gian-Maria Angiolello mit „diversi belli quadri, et massime cose di lussuria […]“, die Bayezid II. nach Mehmeds II. Tod auf dem Basar verkaufen ließ). Er entwarf Medaillen und schuf wahrscheinlich 1480 das bekannte Porträt Mehmeds II. Das Herrscherbildnis des Sultans steht in einer antikisierenden, typisch venezianischen Rahmung und weist darüber zweimal drei Kronen auf – für jedes der von Mehmed bezwungenen Reiche eine, nämlich Griechenland (das Byzantinische Reich und Rumelien), Trapezunt (das Kaiserreich Trapezunt) und Asien (u. a. die Reiche der Aq Qoyunlu und der Karamaniden), wie es beschriftete Gold- und Bronzemedaillen mit demselben Motiv offenbaren. Die Zuschreibung des Exemplars, das heute im Victoria and Albert Museum als Leihgabe der National Gallery in London hängt, ist allerdings nicht gesichert.
Spuren hinterließ Mehmeds II. Versuch, sich an der italienischen Kunst zu orientieren, vorübergehend auch in der Miniaturmalerei seiner Zeit. Sein Hofmaler Sinan Bey und dessen Schüler Şiblizâde Ahmed entwickelten eine neuartige, von italienischen Malern beeinflusste Porträtkunst.
Mehrmals forderte Mehmed bei italienischen Fürsten und Stadtregierungen außer Malern auch Bildhauer, Graveure, Bronzemedailleure oder Bronzegießer und Kristallglasschleifer an. Nur wenige Künstler, die daraufhin an Mehmeds Hof kamen, sind namentlich bekannt. Außer Gentile Bellini, der auch Bronzemedaillen entwarf, sind Costanzo da Ferrara und Bartolommeo Bellano bezeugt.

### Wissenschaft und wissenschaftliche Literatur

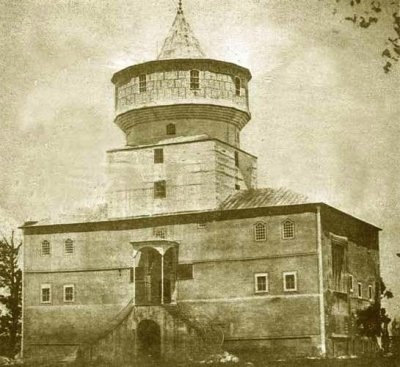
Der „Weltenschau-Palast“ (Cihān-nümā ḳaṣrı), von Mehmed II. nach 1451 in Edirne erbaut, beherbergte seine persönliche Bibliothek und war Ort literarischer Zusammenkünfte, Lesungen und wissenschaftlicher Dispute.

Mehmed II. war ein großer Förderer von Literatur und Wissenschaft. Er richtete sich zunächst in Edirne und dann auch in Konstantinopel private Bibliotheken ein. Außerdem stiftete und förderte er öffentliche Bibliotheken, für die er Bücher produzieren ließ. Welche der überkommenen und unter Bayezid II. registrierten Bücher von Mehmed stammen, ist ungewiss. Mehmeds Nachfolger ließen manche Bücher und Schriften, die Mehmed besaß und die als freidenkerisch galten, beseitigen. Eine zeitgenössische Liste von Büchern aus Mehmeds Bibliothek, die darüber Aufschluss geben könnte, ist zwar bekannt, aber bisher unpubliziert.
Byzantinische philosophische und theologische Werke ließ Mehmed ins Arabische übersetzen, das er wie auch das Türkische und Persische fließend beherrschte. Unwahrscheinlich ist dagegen, dass er im Griechischen, „Slavischen“, Hebräischen und in Latein mehr als Grundkenntnisse besaß. Gemeinsam mit an den Hof geholten Fachleuten erörterte er besonders gerne Fragen der Philosophie, Theologie, Geschichte, Geographie und Kartographie sowie der Astronomie und Astrologie. Von Gennadios, den er als Patriarch in Konstantinopel eingesetzt hatte, ließ er sich in die Geschichte und Glaubenslehre des Christentums einführen. Sein Interesse dafür zeigt sich auch daran, dass er sich das christliche Glaubensbekenntnis ins Türkische übersetzen ließ. Damit wollte er sich über die Glaubensgrundlagen der Orthodoxen Kirche unterrichten lassen, die er, wie auch andere osmanische Sultane, förderte.
Die Naturwissenschaften nahmen 1472 einen bedeutenden Aufschwung mit dem Zuzug des Astronomen Ali al-Quschdschī aus Täbris. Er brachte mit seinem Können und mit seiner Bibliothek profunde naturwissenschaftliche Kenntnisse aus timuridischer Tradition nach Konstantinopel, wo er in der kurzen Zeit bis zu seinem Tod im Jahre 1474 eine Professur an der Medrese der Aya-Ṣofya innehatte. Zwei seiner bedeutenden Schriften widmete er Mehmed II., nämlich Muḥammadiyya, ein mathematisches Werk, und al-Fatḥiyya (Eroberungsschrift), eine Studie über Sternenkunde. Er hinterließ zudem theologische, grammatische und juristische Schriften.

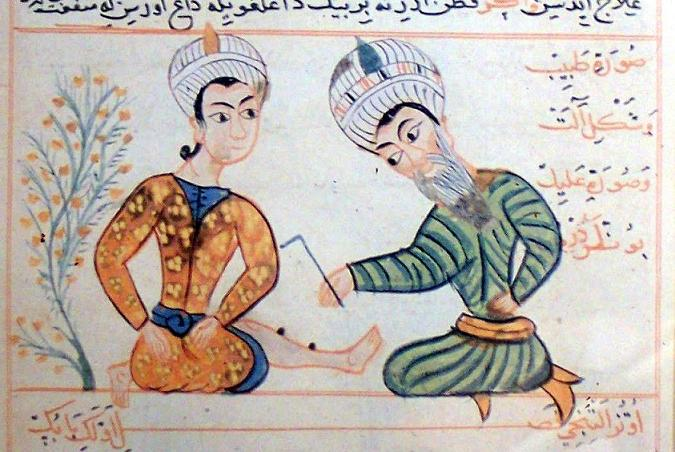
Die Behandlung eines Beinbruchs, Miniatur aus Sabuncuoğlu Şerefeddins medizinischem Traktat Cerrāḥiyye-ʾi ilḫāniyye, das der Autor im Jahre 1465 Mehmed II. überreichte.

Neben der Astronomie schätzte Mehmed auch die zu seiner Zeit als Wissenschaft geltende Astrologie. Vor allen wichtigen Beschlüssen und Unternehmungen ließ er sich von seinen Hofastrologen beraten. Vieles spricht dafür, dass er abergläubisch war. Darauf deutet auch seine Schwärmerei für christliche Reliquien hin, von denen er eine große Sammlung anlegte. Diese Devotionalien wurden bekannt, da Bayezid II. nach Mehmeds II. Tod Listen davon erstellen ließ, um die Reliquien christlichen Herrschern anzubieten. Bayezid erhoffte sich davon politische Vorteile.
Ganz in eine praktische Richtung ging Mehmeds II. Interesse an den Militärwissenschaften. Insbesondere der Entwicklung und dem strategischen Einsatz großkalibriger Kanonen galt sein Augenmerk. Seine Beschäftigung damit war in Europa allgemein bekannt. So sandte ihm beispielsweise Sigismondo Malatesta 1461 und 1462 Kopien von Roberto Valturios De re Militari, die ihn allerdings nicht erreichten. Doch eine lateinische Übersetzung des Werkes von 1472 ist in der Saray-Bibliothek nachzuweisen. Mehmed besaß offenbar auch Paolo Santini da Duccios Tractatus de re militari et machinis bellicis. In den 1470er-Jahren ließ er die Kanonengießerei Ṭopḫāne-ʾi ʿĀmire einrichten.
Die erhalten gebliebenen Werke in Mehmeds Bibliothek zeigen, dass die medizinische Wissenschaft an seinem Hof in Bezug auf Anatomie, Therapie, Hygiene, Pharmakologie und Botanik Standardwerke vereinte, die weitgehend auf Avicennas Qānūn basieren. Beispielhaft für neuere Werke ist Sabuncuoğlu Şerefeddins Cerrāḥiyye-ʾi ilḫāniyye, das sich unter anderem mit der Therapie von Knochenbrüchen und Verstauchungen beschäftigt.

### Dichtung
Wie viele osmanische Sultane schrieb Mehmed II. auch Gedichte, und zwar nahezu ausschließlich in türkischer Sprache. Sein Dichtername war عونی / ʿAvnī. Sein Dīwān, eine Sammlung von über 80 Gedichten, enthält sowohl rein poetische (erstes Beispiel), als auch zeitbezogene, politische Verse (zweites Beispiel), die propagandistischen Charakter haben.
غره اولمه دلبرا حسن و جماله قل وفا

باقی قلمز کمسیه نقش و نکار الدن کیدر
Ġırre olma dilberā ḥüsn ü cemāle ḳıl vefā

Bāḳī ḳalmaz kimseye naḳş u nigār elden gider
O Schöner, sey nicht froh ob deiner Reize Zauber,

Gemählde bleiben nicht, die Farben geh’n von hinnen.
بزمله سلطنت لافن ایدرمش اول قرامانی

خدا فرصت ویریرسه کر قرا ییره قرام آنی
Bizimle salṭanat lāfın ėdermiş ol Ḳaramānī

Ḫudā furṣat vėrirse ger ḳara yėre ḳaram ānı
Es maßte sich die Herrschaft an der Karaman,

Gibt sich Gelegenheit, ist er ein todter Mann.
In seinem direkten Umfeld förderte Mehmed II. die persischsprachige Dichtung. Die Historiker Latîfî und Kınalızâde Hasan Çelebi berichteten, Mehmed habe dreißig osmanischen Dichtern monatliche Gnadengelder zukommen lassen. In hohem Ansehen stand bei ihm der Lyriker Ahmed Pascha (1426–1497), der bis zum Heeresrichter aufstieg und Mehmed als Privatlehrer diente. Zeyneb Hatun (gestorben um 1475), neben Mihri Hatun (gestorben um 1505) die bedeutendste osmanische Dichterin des 15. Jahrhunderts, widmete Mehmed ihren Diwan, der persische und türkische Gedichte enthält. Auch ausländischen Dichtern, die er schätzte, wie beispielsweise dem auf dem Dekkan wirkenden Hoca-i Cihan (Abū ʾl-Faḍl Maḥmūd ibn Šaiḫ Muḥammad) aus Gilan und dem berühmtesten östlichen Dichter jener Tage, Dschāmi aus Herat, machte er teilweise über mehrere Jahre hinweg hohe Zuwendungen, wahrscheinlich um sie zu bewegen, an seinen Hof zu kommen.

### Musik
Im Zusammenhang mit der Dichtung beschäftigte sich Mehmed II. auch mit Vertonungen. Da die am Hof bevorzugte persische Musik keine eigene Notation verwendete, ließ er persische Lieder von griechischen Sängern nach dem Gehör mit byzantinischen Neumen notieren.
Für militärische und repräsentative Aufgaben wurden in Konstantinopel und später auch außerhalb davon die mehterān als Musikkapelle in einheitlicher Besetzung formiert. In der Nähe des Alten Serails wurde ein zunächst Nevbetḫāne, später auch Mehterḫāne genannter Gebäudekomplex errichtet, in dem die Mehter-Musiker untergebracht wurden. Der Ortsname Mehterḫāne wurde dann zum Namen der Musikkapelle Mehterḫāne selbst. Etwa gleichzeitig entstanden Zünfte (eṣnāf) der Mehter-Musiker, die neben den höfisch-militärischen vor allem zivile Funktionen übernahmen.

## Tod
Mehmed II., der in seinen letzten Lebensjahren an der Gicht, einer großen Körperfülle und Ödemen in den Beinen litt, starb am 3. Mai 1481 auf der sogenannten „Königswiese“ (Tekfūr Çayırı, auch Hünkār Çayırı) bei Gebze, als er sein Heer für einen Feldzug sammelte. Vermutlich wollte der Sultan mit seinem Heer nach Rhodos oder Syrien ziehen, das damals Teil des mit den Osmanen verfeindeten Reiches der Mamluken war. Mutmaßungen über eine Vergiftung im Auftrag der Venezianer oder des durch Opiumkonsum in Ungnade gefallenen Bayezid beruhen auf einem lyrischen Einschub in der Chronik des Aschikpaschazade, werden jedoch nicht durch andere Quellen gedeckt.

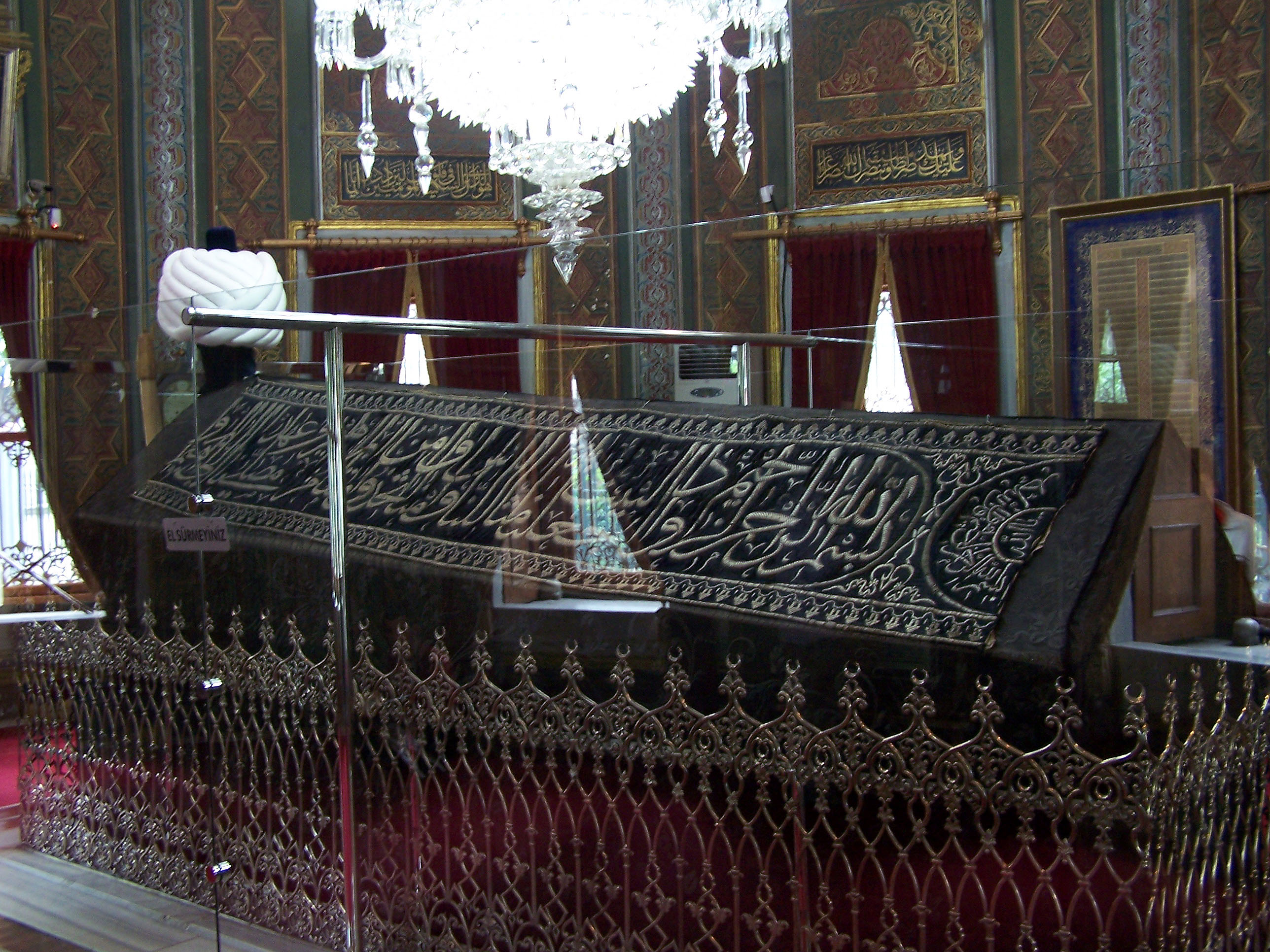
Ṣandūḳa in der Türbe Mehmeds II.

Um Aufruhr zu vermeiden, wurde Mehmeds Ableben geheim gehalten und sein Leichnam unter dem Vorwand, dass der Herrscher in den Hamam müsse, nach Istanbul überführt. Nach einigen Tagen entnahmen der Baltacılar Kethüdası (Befehlshaber der Palastwache) Kasım und ein Balsamierer aufgrund der Geruchsentwicklung die Innereien des Verstorbenen. Bereits am 4. Mai 1481 hatte Ishak Pascha, der Gouverneur (muḥāfıẓ) von Istanbul und Befürworter des Prinzen Bayezid, Korkud, den ältesten in Istanbul anwesenden Sohn Bayezids, als Reichsverweser auf den Thron gebracht. Als die Janitscharen auf Geheiß İshak Paschas vom Tod Mehmeds erfuhren, drangen sie in die Stadt ein, töteten den Großwesir Karamâni Mehmed Pascha, der ein Befürworter Cems war, und trugen dessen aufgespießten Kopf plündernd durch Istanbul. Letztlich gelang es İshak Pascha, die Soldaten bis zum Eintreffen Bayezids am 21. Mai 1481 durch Zahlungen zu besänftigen. Mehmed II. wurde in dem von ihm erbauten Komplex der Fatih-Moschee beigesetzt.
Nach seinem Tod kam es zum Thronstreit zwischen den Söhnen Bayezid und Cem. Um solche den Bestand das Reiches gefährdenden Auseinandersetzungen zu vermeiden, entstand in der Folge auf der Grundlage von Mehmeds „Staatsorganisationsgesetz“ eine Tradition des osmanischen Herrschergeschlechts, die Selim I. erstmals konsequent anwendete: Der Erbe, der die Macht an sich reißen konnte, hatte das Recht, alle anderen Nachkommen des Reichsgründers Osman in rein männlicher Linie umbringen zu lassen, um die Integrität des Reiches zu wahren (نظام عالم ایچون / niẓām-ı ʿālem içün / ‚zur Wahrung der Weltordnung‘).

## Zeitgenössische Einschätzung
Die Persönlichkeit Mehmeds II. wird in den verfügbaren Quellen sehr unterschiedlich und oft konträr dargestellt. Je nach Parteinahme und Zielrichtung wird er in allen Abstufungen vom willkürlich handelnden Wüstling, Trunkenbold und päderastischen Lüstling bis zum besonnenen, des Mitleids fähigen, gebildeten, für die Künste und Wissenschaften aufgeschlossenen Herrscher geschildert.
Dass Mehmed II. beispielsweise nach dem Fall Konstantinopels Lukas Notaras, den Megadux und Ersten Minister Kaiser Konstantins XI. erst begnadigte, dann aber samt seinen Söhnen hinrichten ließ, wird von den meisten zeitgenössischen Historikern übereinstimmend berichtet. Die Umstände und Gründe, die dazu führten, dagegen werden unterschiedlich dargestellt:
- Dukas berichtet von der Begnadigung und führt aus, Mehmed habe bei einem Gelage betrunken nach dem schönen, jüngeren Sohn des Notaras verlangt. Der Vater habe dies unsittliche Vorhaben mehrmals abgelehnt. Daraufhin habe Mehmed die Hinrichtung des Vaters und der Söhne befohlen. Die Köpfe habe der Henker dem „blutrünstigen Tier“ Mehmed beim Gelage vorgewiesen.
- Laonikos Chalkokondyles schildert die Geschichte ohne Hinweis auf päderastische Gelüste und ohne Gelage. Die sofort anschließende Hinrichtung weiterer griechischer Notabeln begründet er damit, ein Grieche, dessen Tochter von Mehmed geliebt worden sei, habe das in Gang gebracht.
- Abraham von Ankyra, ein armenischer Augenzeuge, schrieb in einer Elegie auf die Einnahme Konstantinopels: „Den großen Heerführer der Griechen, / der Kir Luka hieß, / fanden sie, ergriffen ihn / und schleppten ihn vor den bösen Sultan. / Und dieser behandelte ihn sehr ehrenvoll, / bis er ihm sein Geheimnis [wo sein Schatz mit vielen Kostbarkeiten sei] entlockt hatte; / dann aber ließ er mit dem Schwerte / seine beiden Söhne und ihn selbst enthaupten“.[158]
- Bei Kritobulos von Imbros gilt Mehmeds II. Mitleid als Grund für Notaras’ Begnadigung. Mehmed habe vorgehabt, Notaras als Gouverneur der Stadt einzusetzen. Das sei durch einflussreiche Leute bei Hofe verhindert worden, die Notaras und andere byzantinische Notabeln als Sicherheitsrisiko ansahen. Daher seien Notaras und seine Söhne sowie die anderen Notabeln hingerichtet worden. Kurze Zeit später habe der Sultan die Denunzianten als Verleumder durchschaut und auch hinrichten lassen.
- Tursun Bey, der die Eroberung Konstantinopels miterlebte und in seiner Geschichte des Vaters der Eroberung (تاريخ ابو الفتح / Tārīḫ-i Ebū ʾl-Fetḥ) beschrieb, begnügte sich dagegen damit, darauf hinzuweisen, dass Mehmed II. nach der Rückkehr zu seinem Hauptquartier eine Ratsversammlung abgehalten habe und dass prominente Byzantiner vor ihn gebracht worden seien. Er habe die Exekution von einigen angeordnet, andere praktischer Zwecke wegen verschont. Notaras wird dabei nicht namentlich genannt.[159]

Der byzantinische Beamte und Geschichtsschreiber Georgios Sphrantzes ist trotz seiner persönlichen negativen Erfahrungen mit Mehmed II. – sein Sohn wurde hingerichtet, seine Tochter in den Harem des Herrschers gebracht – eher zurückhaltend. Auf seinen Chronicon minus genannten, tagebuchartigen Notizen basiert die folgende Charakterisierung des Makarios Melissenos (zwischen 1573 und 1575):

„Mehemmed war als junger Mann von hervorragender Tatkraft, in militärischen Dingen wie in zivilen Angelegenheiten zeigte er die Weisheit eines Alten. Für tüchtige Leute und für Gelehrte hatte er eine besondere Vorliebe. Auch war er selbst in den Wissenschaften durchaus kein Fremdling, die Sternkunde beherrschte er aus eigenem Wissen recht gut und trieb sie besonders gern. Die Geschichte Alexanders des Grossen, des Kaisers Augustus, Konstantins des Grossen und Theodosius des Grossen, las er, leidenschaftlich darauf bedacht, wie er sie allesamt übertreffen und die Grenzen seines Reiches bis zum äussersten erweitern könnte. Und das ist ihm auch gelungen.“

Der serbische Janitschare Konstantin aus Ostrovitza schreibt in seinen Memoiren eines Janitscharen über ihn:

„Sultan Mehmed hatte nach seinem Vater Murad eine glückliche Herrschaft. Aber er war sehr listig und betrog, wen er konnte, auch mit dem Waffenstillstand. Um den Glauben gab er auch nicht viel, aber er war ein berühmter Kriegsmann, dem das Glück hold war, die Treue aber hielt er niemandem. Wenn ihn jemand deshalb rügte, brauste er auf wie ein Wahnsinniger.“

Die unterschiedlichen Perspektiven auf Mehmed II. im christlichen Abendland zeigen sich beispielhaft in der Haltung des Papstes Pius II. Dieser stellte Mehmed einerseits als die größte Gefahr für die Christenheit dar und propagierte während seines gesamten Pontifikates einen Kreuzzug gegen das Osmanische Reich. In seinen Aufrufen dazu schilderte er Mehmed als Bestie und als denjenigen, der bei der Eroberung Konstantinopels die Massaker befohlen, daran teilgenommen und sich die Hände in Christenblut gewaschen habe. Andererseits schrieb derselbe Papst Mehmed im Jahre 1461 einen Brief, der nach seinem Tod in Abschriften und im Druck weite Verbreitung fand. Darin sicherte er dem Sultan die Weltherrschaft zu, falls er sich taufen lasse.

„Eine Kleinigkeit kann Dich zum größten und berühmtesten aller heute lebenden Menschen machen. […] Es sind ein paar Tropfen Wasser, mit denen du getauft wirst, Dich zu den Sakramenten der Christen bekennst und an das Evangelium glaubst. Wenn du dies tust, wird es auf Erden keinen Fürsten geben, der Dich an Ruhm übertrifft und Dir an Macht gleichzukommen vermag. Wir werden Dich Herrscher der Griechen und des Orients nennen, und was du eben noch gewaltsam besetzt hast und zu Unrecht beherrscht, wirst Du zu Recht besitzen. Die Christen werden Dich alle verehren und zum Richter über ihre Streitfälle machen. […] O wie groß wäre das Übermaß an Frieden, wie groß der Jubel des Christenvolkes, wie groß das Frohlocken überall auf Erden […] und erneuert würde, was die Dichter das Goldene Zeitalter nennen.“

Dafür, dass Pius II. diesen Brief je an Mehmed abgeschickt und dass ihn Mehmed empfangen oder wahrgenommen hat, gibt es allerdings keinerlei Hinweise.

## Persönlichkeit
Die osmanische und die byzantinische Geschichtsschreibung, Berichte von Bündnispartnern und Gegnern des Sultans, diplomatische Schriftstücke und bildnerische Porträts italienischer und osmanischer Zeichner, Maler und Medailleure erwecken den Eindruck, Mehmeds Persönlichkeit sei leicht zu erfassen. Eine Beschreibung der privaten Person Mehmeds II. ist dennoch weitgehend auf Vermutungen angewiesen. Franz Babinger, ein profunder Kenner Mehmeds und der ihn beschreibenden Quellen, vermutete, alles Denken, Streben und Wirken Mehmeds gründe in seiner schon als Kind und Jüngling gefassten Idee, ein islamischer Weltenherrscher zu werden. Dieses Ziel habe er rigoros verfolgt, und dem habe er alles Persönliche untergeordnet. Das habe auch seine Gefühlskälte, seine dokumentierten und kolportierten Grausamkeiten und seinen Wissensdurst bestimmt.
Die osmanischen Geschichtsschreiber wie Tursun Bey und Mehmed nahestehende Personen vermieden es, seine Person losgelöst von seinen historischen Aufgaben und Taten zu beschreiben. Es war nicht üblich, die Gepflogenheiten des Sultans oder dessen Lebenswandel, der hinter den Mauern des Serails und des verordneten Schweigens stattfand, öffentlich zu machen. Sicher dokumentiert sind Mehmeds künstlerische Neigungen, da Mehmed Zeichnungen und Gedichte hinterlassen hat, die für sich selbst sprechen. Dabei ist zu berücksichtigen, dass Mehmeds Dichtername ʿAvnī eine literarische Figur bezeichnet, die keineswegs ein Selbstporträt darstellt.

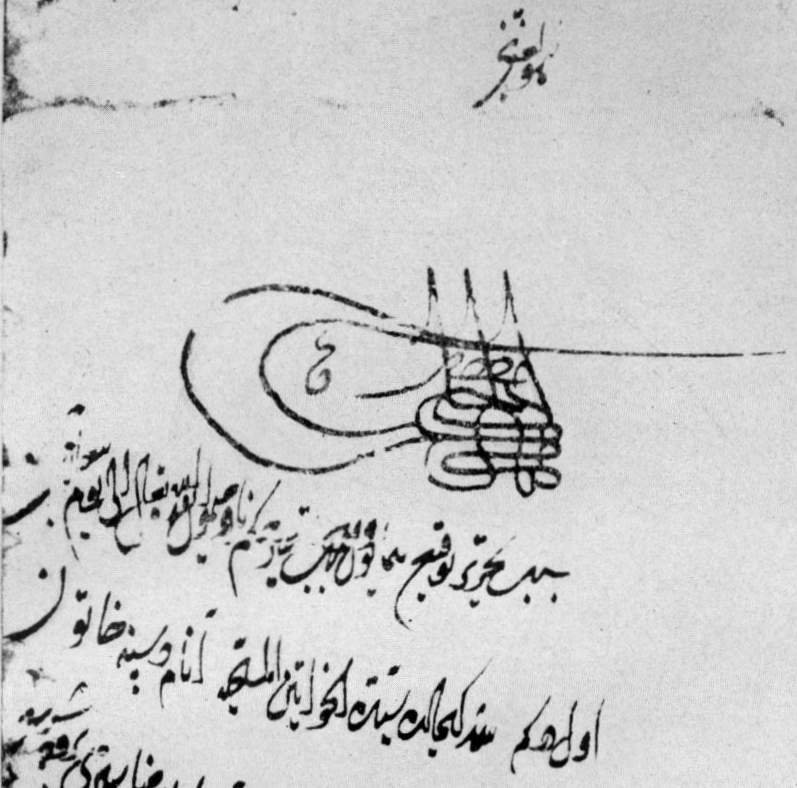
Kopf des Freibriefs Mehmeds II. für seine Stiefmutter Despina Hatun aus dem Jahr 1459, Titulatur in der zweiten Textzeile.

Persönliche Bindungen hatte Mehmed bestenfalls zu seiner Mutter und vermutlich auch zu seiner Stiefmutter Despina Hatun, die kinderlose serbische Ehefrau seines Vaters Murad II., die er als Witwe großzügig versorgte. In einem Ferman von 1459 titulierte er sie als „Erste unter den christlichen Edelfrauen“ und als „meine Mutter“. Die zusätzliche Bezeichnung mit dem Namen Despina Hatun dokumentiert ihre Zugehörigkeit zur Familie Mehmeds II. In einer serbischen Quelle wird betont, dass „Zar Mehmed sie wie seine eigene Mutter liebte und ehrte“. Ihr vertraute er als Beraterin und diplomatischer Vermittlerin.
Als ein Zug seiner Persönlichkeit gilt seine – freilich auch staatsmännisch bestimmte – freigeistige Einstellung verschiedenen Religionen gegenüber. Gian-Maria Angiolello, der in seinen Diensten stand, behauptete, Mehmeds Sohn Bayezid habe gesagt, Mehmed „habe nicht an den Propheten Mohammed geglaubt“.
Auffällig ist, dass sich Mehmed im Laufe seiner langen Regierungszeit, und da besonders in den letzten Lebensjahren, immer mehr aus der Öffentlichkeit zurückzog. Das von ihm eingeführte Hofzeremoniell errichtete hohe Barrieren zwischen ihm und seinen Untertanen. Während er als junger, sinnenfreudiger, Frauen und Männern zugetaner Sultan gerne in größerem Kreise speiste, ließ er späterhin niemanden mehr an seiner Tafel teilhaben. Selbst aus den Dīwān-Sitzungen zog er sich zurück, ohne allerdings deren Kontrolle zu vernachlässigen. Für sein letztes militärisches Vorhaben sammelte er die Truppen, ohne irgendjemandem sein Ziel zu offenbaren. Für ihn war es die letzte, einsam beschlossene Aktion vor seinem Tod im Feldlager bei Gebze.

## Mehmed II. und seine Zeit in Literatur, Musik und Künsten

### Mehmed II. in der westlichen und türkischen Literatur
- In Marcel Prousts erstem Band von Auf der Suche nach der verlorenen Zeit reflektiert die Hauptfigur Swann über das Thema Töten aus Liebe:

„Dann fühlte sich Swann im Herzen jenem Muhammad II. verwandt, dessen Porträt von Bellini ihm so lieb war; dieser Sultan hatte, als er inne wurde, dass er eine seiner Frauen bis zum Wahnsinn liebte, sie kurzerhand erdolcht, um – wie sein venezianischer Biograf ganz naiv berichtet – die Freiheit seines Geistes wiederzuerlangen.“

- Stefan Zweigs Novelle Die Eroberung von Byzanz aus Sternstunden der Menschheit umfasst die Vorgänge von der Belagerung Konstantinopels bis zu dessen Plünderungen. Zweig verwendet asymmetrische Gegenpole wie Morgenland – Abendland, Muslim – Christ, fanatisch – gläubig, roh – zivilisiert. Die Muslime werden dabei von Zweig durchgängig negativ beurteilt. Auch Mehmed II. (bei Zweig Mahomet) wird als Mensch großer Gegensätze beschrieben, als „fromm und grausam, leidenschaftlich und heimtückisch, ein geistliebender Mann, der seinen Cäsar und die Biographien der Römer lateinisch liest, und gleichzeitig als ein Barbar, der Blut verschüttet wie Wasser“. Selbst die positiven Pole von Mahomets Charakter werden negativ interpretiert. Im Gegensatz dazu werden die Byzantiner idealisiert.[180] Das zeigt sich beispielhaft an der Einschätzung der Herrscher: Mahomet kann seinen Mitstreitern Beute versprechen, sein Gegner Konstantin seinen Mitstreitern dagegen „Ehre […], die sie für die Christenheit und die ganze abendländische Welt erwerben, wenn sie diesen letzten entscheidenden Ansturm abwehren, und die Gefahr, wenn sie den Mordbrennern erliegen: Mahomet und Konstantin, beide wissen sie: dieser Tag entscheidet auf Jahrhunderte Geschichte“.[181]
- In Martha Meuffels Roman Die Liebe, sagt man von 1961 wurde das Proust-Zitat über Mehmed II. eingewoben in eine Zeitstudie, die mit Liebesphantasie und -wirklichkeit abrechnet.[182]

In der modernen türkischen Literatur erscheint Mehmed II. als eine der Hauptfiguren in mehr als 30 historischen Romanen. Seine Darstellung hat sich dabei mehrfach gewandelt: von einer eher ambivalenten Beurteilung zu Beginn des 20. Jahrhunderts über eine Phase der Verherrlichung als idealer Staatsmann und Nationalheld von den 1950er bis 1990er Jahren bis hin zu deutlich komplexeren Repräsentationen in Werken der letzten Jahrzehnte.
- Nizamettin Nazif Tepedelenlioğlu (1901–1970): Kara Davud / قارا داوود. In früher republikanischer Zeit geschriebener Roman in drei Bänden. Die Veröffentlichung (1928–1930) erregte Widerspruch wegen des darin enthaltenen, negativen Porträts Mehmeds II., der durch die Darstellung von dessen Despotie, Unbeherrschtheit, Tyrannei und Arroganz sowie von sexuellen Obsessionen verteufelt wird. Im Gegensatz dazu wird der zweite Protagonist des Romans, der titelgebende Kara Davud, idealisiert und als Vorbild für eine neue, republikanische, türkische Identität aufgebaut. Tepedelenlioğlus einfache Sprache und die leicht zu verfolgenden Erzählstränge unterstützen sein aufklärerisch gedachtes politisches Anliegen.[184]
- İskender Fahrettin Sertelli (1885–1945): İstanbulu Nasıl Aldık? („Wie haben wir Istanbul erobert?“). Der historische Roman erschien 1930 in direkter Opposition zu Tepedelenlioğlus negativer Sicht auf Mehmed II. In Sertellis Darstellung steht der militärisch und politisch erfolgreiche Sultan als Symbol für türkischen Heroismus und für einen Archetyp moderner Werte, die sich mit Entschlossenheit, Patriotismus, Charisma, Intellektualität, Bescheidenheit, Fairness und Barmherzigkeit umschreiben lassen. Der Eroberer Mehmed bringt bei Sertelli Glück, Wohlergehen und Gerechtigkeit ins moralisch korrupte Byzanz. Sein Türkentum, das Sertelli mit dem Osmanentum gleichsetzt, wird als vorbildlich für die politische Elite zur Zeit der Abfassung des Romans propagiert. Eine Fortsetzung der Vergangenheit in diesem Sinne garantiere in der Gegenwart eine moderne türkischen Nation.[185]
- Enver Behnan Şapolyo (1900–1972): Fatih İstanbul Kapılarında („Der Eroberer vor den Toren Istanbuls“). Der 1953 publizierte Roman erzählt Mehmeds II. Leben von der Geburt bis zur Eroberung Istanbuls in der Art eines Bildungsromans. Der Leser erfährt Erschöpfendes über Mehmeds militärische und geistige Ausbildung, die Grundlage für Mehmeds Größe als Sultan und Eroberer des Byzantinischen Reiches waren. Beschrieben wird der Einfluss seines Vaters und seiner Lehrer, seine Verankerung in den Sitten der Turkvölker und seine religiöse Erziehung, die ihm den Auftrag vermittelte, Istanbul zu erobern. Das alles wurde in der Türkei um 1953 als beispielgebend für die Erziehung der republikanischen Jugend empfunden und folgte damit Sertellis Appell an die geistige und politische Elite seiner Zeit.[186]
- Nedim Gürsel wählte das Proust-Zitat in Boğazkesen: Fatih'in romanı von 1995 (dt. Der Eroberer) als Motto. Mehmed II. als ein in der Türkei in religiösen Kreisen wie ein Heiliger Verehrter wird in diesem Roman einer Entmythologisierung unterzogen. Gürsel zeichnet ein zwiespältiges Porträt des Sultans, der zwischen Gewalt und Sinnsuche hin- und hergeworfen wird.[187]

### Mehmed II. in der Oper
- Mit Maometto II (dt. Mohammed der Zweite) schuf Gioachino Rossini 1820 eine Oper in zwei Akten von großer dramatischer Kraft unter dem doppelten Motto „Christen kämpfen gegen Muslime – Liebe trifft auf Pflicht“.[188] Die Handlung geschieht vor dem Hintergrund der Eroberung der von den Venezianern gehaltenen Stadt Negroponte (das heutige Chalkida) auf der Insel Euböa durch Mehmed II. Der osmanische Herrscher trifft in der von ihm eingenommenen Stadt auf eine frühere Geliebte, deren Liebe er wiedererringen will, die sich ihm aber aus Vaterlandsliebe verweigert und sich selbst tötet. Rossinis Oper steht in der Tradition der im 18. Jahrhundert beliebten Türkenopern. Vor allem in den Chören der türkischen Soldaten herrschen die von daher kommenden musikalischen Klischees vor. Bei der musikalischen Kennzeichnung Maomettos wird hingegen weitgehend darauf verzichtet. Er wird im Libretto zwar als grausam, aber auch als kompromissbereit und empfindsam liebend dargestellt und trägt die allgemeinen Züge eines absoluten Herrschers und tragischen Opernhelden.[189]

### Mehmed II. im türkischen Film und Fernsehen
Mehr als durch die Literatur werden der türkischen Öffentlichkeit Mehmed II. und mit ihm verbundene kriegerische Gründungsmythen durch audiovisuelle Medien nähergebracht. Das umfasst vor allem zwei Filme, eine nachfolgende Fernsehserie und die Inszenierung in türkischen Museen, beispielsweise durch ein historisches Panorama.
- İstanbul'un Fethi von 1951 war der erste türkische Film, der sich der Zeit Mehmeds II. und dessen Eroberung Istanbuls widmete. Bis dahin galt das ideologische Interesse in der kemalistisch geprägten Türkei eher den vorislamischen Gründungsmythen. Mehmed II. wurde mit diesem Film zum Begründer einer nationalistisch geprägten Türkei stilisiert.[192]
- Fetih 1453 (dt. Der Eroberer) von 2012 zeigt zudem eine Einbindung und Erweiterung des türkischen Nationalismus in eine religiöse Dimension. Mehmed II. wird als Vollender einer Weissagung Mohammeds dargestellt, nach der einer kommen werde, der Istanbul erobert und ein islamisches Weltreich gründet. Dabei werden einige historische Fakten wie die Plünderung Istanbuls durch die osmanischen Streitkräfte ausgeblendet. Mehmed II. wird als edler Kriegsherr dargestellt, der am Ende seiner Bemühungen Gnade walten lässt. Die historischen Tatsachen werden dazu sogar gefälscht, indem Mehmed II. seinem im Kampf gefallenen Gegner Konstantin XI., dessen Tod in Wirklichkeit ungeklärt ist und dessen Leichnam nie gefunden wurde, im Film ein christliches Begräbnis zukommen lässt. Der Film liegt ganz auf der derzeit vorherrschenden politischen Linie einer osmanischen Renaissance. Die nahegelegte Parallele der historischen Stellung des Sultans Mehmed II. zur heutigen, islamisch geprägten Machtstellung des türkischen Präsidenten erscheint als ein von staatlichen Stellen gefördertes Ziel des Filmes, der auch als Serie vom staatlich gelenkten Fernsehsender TRT ausgestrahlt worden ist. Die kolportagehaften erotischen, nicht unbedingt auf der Linie der Regierungspartei AKP liegenden Inhalte förderten das allgemeine Interesse am Film und seiner Umsetzung als Fernsehserie.[190][193]

## Ausstellungen
Die Aufbereitung der osmanischen Geschichte in türkischen Museen wurde seit der Machtübernahme durch die AKP staatlich gefördert. Auch hier lässt sich wie im Film und allgemein im öffentlichen Diskurs ein Umschwung von kemalistisch geprägten nationalen Gründungsmythen hin zur islamisch-konservativen Darstellung der Geschichte und der Rolle Mehmeds II. erkennen.
- Ein typisches Beispiel dafür ist das 2009 eröffnete Istanbuler Geschichtsmuseum Panorama 1453, das Recep Tayyip Erdoğan persönlich initiiert hat. Nach einem Besuch des Panoramas der Schlacht bei Waterloo fand er, dass auch Istanbul ein solches Schlachtenpanorama haben sollte. Das Thema des Istanbuler Panoramas bildet mit seinem musealisierten Gründungsmythos den vorläufigen Endpunkt einer Wende in der türkischen Erinnerungspolitik. Mehmeds II. Toleranz wird dabei besonders herausgestellt. So wird gezeigt, wie er dem Patriarchen Gennadios Scholarios ein Patent zur religiösen Freiheit überreicht, wie er den Christen, die sich in Furcht vor der Hagia Sophia versammelt haben, erklärt, dass sie sich nicht fürchten müssten und wie er den Bewohnern von Galata in einem Vertrag freie Ausübung ihrer Religion und ihrer Traditionen zusagt. Dieser Sicht auf Mehmed II. mit ihrer Thematisierung der Religionsfreiheit und Multikulturalität des Osmanischen Reiches entspricht ein zu Beginn der 2000er-Jahre von der Regierungspartei AKP in Gang gebrachter Prozess, der mit dem Begriff Açılım („Öffnung“) bezeichnet wird.[191]

## Mehmed II.Fatihals Namensgeber
- Fatih, Stadtteilgemeinde von Istanbul
- Mehr als 60 Fatih-Moscheen in Europa (über 50 in Deutschland), davon zu Lebzeiten Mehmeds II. erbaut:
  - Sultan-Mehmed-Fatih-Moschee in der Festung von Kruja, Albanien
  - Al-Fatih-Moschee (Bajrakli-Moschee), eine Stiftung Mehmeds II. in Peja, Kosovo
  - Sultan-Mehmed-al-Fatih-Moschee in Pristina, Kosovo
  - Sultan-Mehmet-Fatih-Moschee (ursprünglich Cāmiʿ-i Cedīd / جامع جديد / ‚Neue Moschee‘, kurz Fatih-Moschee) in Istanbul
- Bildungseinrichtungen:
  - Fatih Sultan Mehmet Vakıf Üniversitesi, 2010 gegründete Universität auf der Grundlage einer Stiftung Mehmeds II. aus dem Jahre 1470[194]
  - Özel Sultan Fatih Eğitim Kurumları, private Bildungseinrichtungen in Istanbul, bestehend aus Vorschule, Grundschule, Mittelschule und Gymnasium (Anadolu Lisesi)[195]
- Brücken:
  - Fatih-Brücke von 1452 in Edirne
  - Fatih-Sultan-Mehmet-Brücke, 1988 erbaut als Zweite Bosporus-Brücke, später umbenannt
- Bäder (Auswahl):
  - Fatih Hamamı in Fethiye (Provinz Muğla), Istanbul, Sincan (Provinz Ankara) und Trabzon
- Öffentliche Anlagen:
  - Fatih Anıt Parkı, ein Gedenkpark für Mehmed II. in Istanbul, in dessen Mitte ein 1987 errichtetes Denkmal mit dem reitenden Sultan steht
  - Fatih Sultan Mehmet Tabiat Parkı, Naturpark inmitten des Fatih-Waldes (Fatih Ormanı) südwestlich von Sarıyer (Provinz Istanbul)[196]

### Gesamtdarstellungen
Franz Babingers weiterhin gültiges Standardwerk über Mehmed II. musste in der deutschen Ausgabe ganz ohne Anmerkungen und Nachweise auskommen. Ein geplanter Ergänzungsband mit Quellen und Referenzen ist nicht erschienen. Zwar konnte Babinger noch kurz vor seinem Tod in einer zweiten, italienischen Fassung einiges revidieren und ein neues Vorwort beisteuern, doch erst die englische Ausgabe von Ralph Manheim und William C. Hickman gleicht die Mängel der deutschen Ausgabe teilweise aus.
- Franz Babinger: Mehmed der Eroberer und seine Zeit. Weltenstürmer einer Zeitenwende. Bruckmann Verlag, München 1953.[199]
- Franz Babinger: Maometto il Conquistatore e il suo tempo. 2., revidierte Auflage, Torino 1967. (Mit neuem Vorwort von Franz Babinger)
- Franz Babinger: Mehmed the Conqueror and His Time. Aus dem Deutschen von Ralph Manheim, herausgegeben mit bibliographischen Referenzen und Index von William C. Hickman. Princeton University Press 1992, ISBN 978-0-691-01078-6.
- John Freely: The Grand Turk. Sultan Mehmet II. Conqueror of Constantinople, Master of an Empire and Lord of Two Seas. New York 2009, ISBN 978-1-59020-248-7.

### Einzelaspekte
- Neslihan Asutay-Effenberger, Ulrich Rehm (Hrsg.): Sultan Mehmet II. Eroberer Konstantinopels – Patron der Künste. Böhlau Verlag, Köln 2009, ISBN 978-3-412-20255-2.
- Halim Kara: The literary portrayal of Mehmed II in Turkish historical fiction. In: New Perspectives on Turkey, Band 36 (2007), S. 71–95 (englisch).
- Ernst Werner: Sultan Mehmed der Eroberer und die Epochenwende im 15. Jahrhundert. Berlin 1982.